# ハルゼヴィンケル
ハルゼヴィンケル (独: Harsewinkel、ドイツ語発音: [harzəˈvɪŋk̩l] ( 音声ファイル)) は、ドイツ連邦共和国ノルトライン＝ヴェストファーレン州デトモルト行政管区のギュータースロー郡に属す人口約 24,000人の市である。この街はエムス川沿いに位置しており、地形上はミュンスターラントに属す。
ハルゼヴィンケルは、1090年頃初めて文献に記録され、中世にシトー会マリエンフェルト修道院が設立されて発展した。この街はミュンスター司教領に属し、1803年からはプロイセン王国領となった。1973年1月1日からハルゼヴィンケルはギュータースロー郡に属している。本市で最も有名な企業が農業機械メーカーのクラースである。2013年7月8日以降、ハルゼヴィンケルは公式に「メードレシャーシュタット」（コンバインの街）という添え名を冠している。

## 地理

### 位置
ハルゼヴィンケルは、北ドイツ低地のエムスザントエーベネ（エムス川沿いの砂地の土地）に位置している。これはミュンスターラントとオストヴェストファーレンとの境界部であり、トイトブルクの森から南に約 15 km のヴェストファーレン盆地（ミュンスターラント盆地とも呼ばれる）にある。
近くの大きな都市としては、南東に約 15 km 離れたギュータースロー、東に 25 km 離れたビーレフェルト、北に約 45 km 離れたオスナブリュック、西に約 50 km 離れたミュンスターがある。
地形のプロファイルは、非常に平坦で波打つ土地である。市内の最高地点はボームベルゲンの海抜 79.9 m で、最低地点はグレッフェン近郊のエムス川の谷の海抜 56 m である。本市に属す3つの地区ハルゼヴィンケル、マリエンフェルト、グレッフェンの中心部は、海抜 62 m から 68 m に位置している。
市内を流れる最も大きな川はエムス川で、3つの市区の南側を流れている。最も長い区間市内を流れるルッター川、ロッデンバッハ川、アブロックスバッハ川、レーダー・バッハ川がいずれもエムス川に右岸側から合流する。これらよりも小さな川であるヴェステンバッハ川、タールグラーベン川、ヴェルプラーゲバッハ川は、上記のエムス川支流に流れ込んでいる。

### 地質学

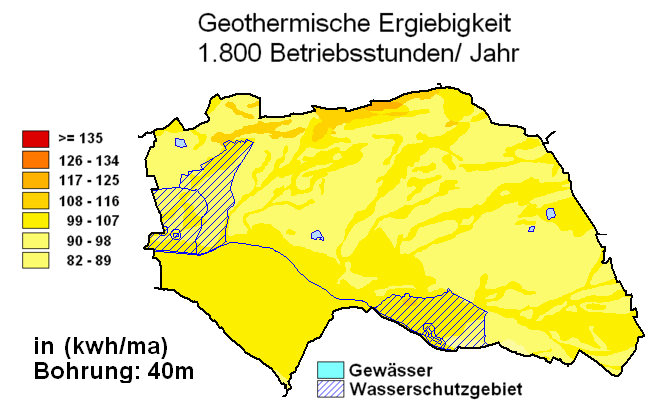
ハルゼヴィンケルの地熱分布図

地盤の下層には、炭層を主とする歴青炭岩盤（石炭紀後期）の粘土岩や砂岩が存在している。その上に厚さ約 1,500 m に達する中生代（白亜紀）の石灰岩と泥灰岩の層がある。この固い地層は氷期（白亜紀）の脆い岩の層で完全に覆われている。その下層に隠された氷期のエムス川の谷は 20 m の深さにまでおよぶ可能性がある。この脆い岩の層はヴュルム氷期の砂やシルトの堆積物で形成されており、表土の近くまで地下水で満たされている。いずれもエムス川に流れ込む小さな川の周辺では腐植土に富んだ砂や粘土質のシルトが見られる。
砂地の谷の比較的高い場所には、栄養分に乏しい乾燥しやすい土壌（ポドゾル）が広がっている。プラッゲ（腐植土の盛り土）を行うことにより現在では収穫率が改善されている。その下の層はしばしば地下水に満たされている（グレイゾル＝ポドゾル）。低い場所や谷間では表土近くまで地下水が満ちており、そのため自然の緑地が形成されていたが、排水を行うことで大部分が耕作地として利用されている。エムス川やその支流の谷に沿って、比較的新しい、砂丘状に吹き上げられた細かい砂が見られる。こうした場所の土壌形成はまだ初期段階であり、疎らな松林が覆っている。
ハルゼヴィンケルの市域は、地熱ゾンデによる地熱源やヒートポンプによる地熱採取については、「中程度」から「良好」な状態にある（右図参照）。

### 市域の広がりと土地利用

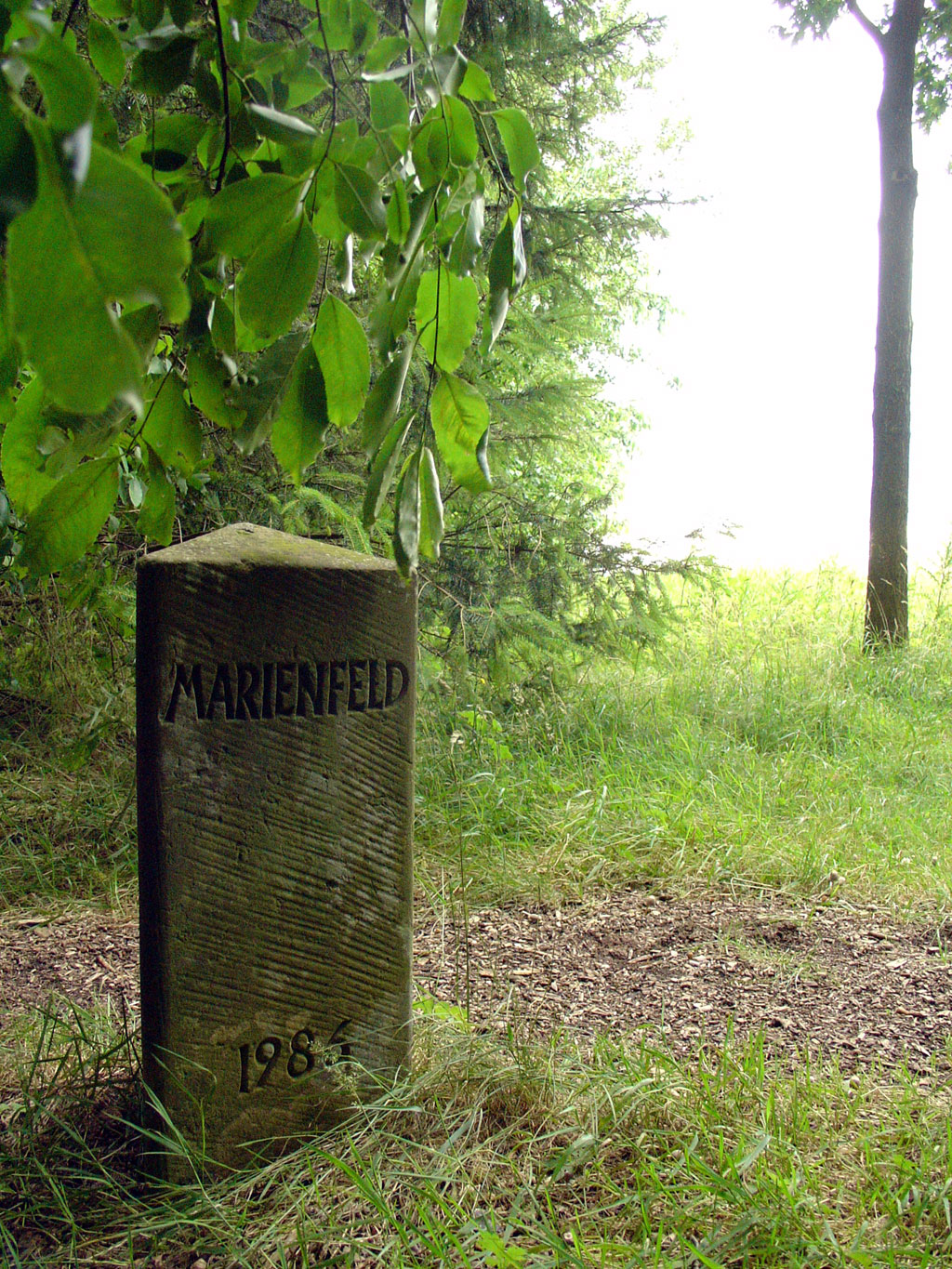
マリエンフェルト - ヘルツェブロック - クラールホルツ間の境界石

「グローセ・ラントゲマインデ」（大きな田舎町）に分類されるハルゼヴィンケル市の面積は 100.59 km2 である。その多くの部分は農業用地か森林で、両者を合わせると市域の約 80.8 % を占める。住宅地と交通用地を合わせた占有率は約 14.5 % である。同じ州の同規模の他の自治体平均と比較すると農業用地の比率が約 13 % 高く、森林が 10 % 近く低い。
南北軸の最大幅は約 9.5 km、東西軸のそれは 14.5 km である。市域の長さは 49.5 km である。
| 土地用途                | 面積 (km2) | 占有率 (%) |
| ----------------------- | ---------- | ---------- |
| 農業用地                | 65.31      | 64.9       |
| 森林                    | 15.96      | 15.9       |
| 宅地、空き地 産業用地   | 9.19       | 9.1        |
| 交通用地                | 5.48       | 5.4        |
| 水域                    | 2.62       | 2.6        |
| スポーツ用地 および緑地 | 1.64       | 1.6        |
| その他                  | 0.39       | 0.5        |

### 隣接する市町村
ハルゼヴィンケル市は7つの市町村と境を接している。北のフェルスモルト、北東のハレ、東のシュタインハーゲン、南東のギュータースロー、南のヘルツェブロック＝クラールホルツ、南西のベーレン、北西のザッセンベルクである。ベーレンとザッセンベルクはヴァーレンドルフ郡に、その他の市町村はいずれもギュータースロー郡に属す。

### 市の構成
ハルゼヴィンケル市は、ハルゼヴィンケル、マリエンフェルト、グレッフェンの3つの地区から構成されている。ハルゼヴィンケル地区が人口17,000人を超える最大地区である。地理的にも他の2つの地区の間に位置しており、上級の学校がこの地区にある。
次に大きな地区がマリエンフェルトである。ここにあったシトー会修道院が600年以上の長きにわたりハルゼヴィンケルの歴史に決定的な影響力を持っており、ほぼすべての農場がこの修道院に属していた。また、修道院長はハルゼヴィンケルとグレッフェンの司祭を指名する権利を有していた。1900年頃の鉄道建設以後、レムゼとエスターの2つの小集落は村落に成長し、マリエンフェルト全体の住民数は4,600人を超えた。1983年にマリエンフェルトは「我らの村が一番美しい」コンテストで金メダルを獲得した。第二次世界大戦後ギュータースロー空港周辺がイギリス軍に利用されるようになると、マリエンフェルトにも多くのイギリス人が定住した。2007年には 30軒以上のイギリス軍司令官の住居が地区の中心部に建設された。
最も小さく、農業を主体としたグレッフェン地区は市の西部に位置する。グレッフェンは長らく、聖ヨハネス教会を囲む住居群と多くの農園で構成されていた。第二次世界大戦後に古い村の中心部周辺に住宅地が整備され、現在は約 3,000人が住んでいる。
| 地区名           | 地区名      | 人口（人） （2015年1月1日現在） | ハルゼヴィンケル市区図 |
| ---------------- | ----------- | ------------------------------- | ---------------------- |
| ハルゼヴィンケル | Harsewinkel | 17,177                          | ハルゼヴィンケル市区図 |
| マリエンフェルト | Marienfeld  | 4,606                           | ハルゼヴィンケル市区図 |
| グレッフェン     | Greffen     | 3,037                           | ハルゼヴィンケル市区図 |
| 合計             | 合計        | 24,820                          | ハルゼヴィンケル市区図 |

### 気候
ハルゼヴィンケルは、温帯の中央ヨーロッパに属す。この街は亜大西洋性の海洋性気候地域に位置している。冬は大西洋の影響でおおむね穏和であり、夏はかなり暑い。年間を通して湿潤で、比較的平均した降水がある。長期の平均降水量は年間 704.5 mm で、ドイツ全土の平均 (700 mm) よりもほんのわずか多い。年間平均気温はおおよそ 9 - 9.5℃である。
| ハルゼヴィンケル（降水量）およびギュータースロー（気温）の気候 | ハルゼヴィンケル（降水量）およびギュータースロー（気温）の気候 | ハルゼヴィンケル（降水量）およびギュータースロー（気温）の気候 | ハルゼヴィンケル（降水量）およびギュータースロー（気温）の気候 | ハルゼヴィンケル（降水量）およびギュータースロー（気温）の気候 | ハルゼヴィンケル（降水量）およびギュータースロー（気温）の気候 | ハルゼヴィンケル（降水量）およびギュータースロー（気温）の気候 | ハルゼヴィンケル（降水量）およびギュータースロー（気温）の気候 | ハルゼヴィンケル（降水量）およびギュータースロー（気温）の気候 | ハルゼヴィンケル（降水量）およびギュータースロー（気温）の気候 | ハルゼヴィンケル（降水量）およびギュータースロー（気温）の気候 | ハルゼヴィンケル（降水量）およびギュータースロー（気温）の気候 | ハルゼヴィンケル（降水量）およびギュータースロー（気温）の気候 | ハルゼヴィンケル（降水量）およびギュータースロー（気温）の気候 |
| 月                                                             | 1月                                                            | 2月                                                            | 3月                                                            | 4月                                                            | 5月                                                            | 6月                                                            | 7月                                                            | 8月                                                            | 9月                                                            | 10月                                                           | 11月                                                           | 12月                                                           | 年                                                             |
| -------------------------------------------------------------- | -------------------------------------------------------------- | -------------------------------------------------------------- | -------------------------------------------------------------- | -------------------------------------------------------------- | -------------------------------------------------------------- | -------------------------------------------------------------- | -------------------------------------------------------------- | -------------------------------------------------------------- | -------------------------------------------------------------- | -------------------------------------------------------------- | -------------------------------------------------------------- | -------------------------------------------------------------- | -------------------------------------------------------------- |
| 日平均気温 °C （°F）                                           | 1.3 (34.3)                                                     | 2.0 (35.6)                                                     | 4.7 (40.5)                                                     | 8.4 (47.1)                                                     | 12.9 (55.2)                                                    | 15.9 (60.6)                                                    | 17.2 (63)                                                      | 16.9 (62.4)                                                    | 13.7 (56.7)                                                    | 9.9 (49.8)                                                     | 5.3 (41.5)                                                     | 2.5 (36.5)                                                     | 9.2 (48.6)                                                     |
| 降水量 mm （inch）                                             | 58.1 (2.287)                                                   | 41.7 (1.642)                                                   | 56.4 (2.22)                                                    | 53.9 (2.122)                                                   | 64.7 (2.547)                                                   | 67.4 (2.654)                                                   | 68.9 (2.713)                                                   | 59.2 (2.331)                                                   | 58.2 (2.291)                                                   | 48.1 (1.894)                                                   | 59.1 (2.327)                                                   | 68.8 (2.709)                                                   | 704.7 (27.744)                                                 |
| 出典：ドイツ気象庁 (DWD)                                       |                                                                |                                                                |                                                                |                                                                |                                                                |                                                                |                                                                |                                                                |                                                                |                                                                |                                                                |                                                                |                                                                |

## 歴史

### 市史
ハルゼヴィンケルの名前は、近くにあったフレッケンホルスト修道院の徴税簿に1090年頃に初めて記載されている。しかし考古学的な出土品は、この地域の入植が青銅器時代にまで遡ることを示している。ハルゼヴィンケル周辺には、ベラー、レーダ、ユーバーエムス、レムゼ、エスター、フンディンゲン、ミッデルツェーテン、マッテンハイムといった小集落が点在していた。フンディンゲン以下の3つの小集落は現存していない。これら小集落の周辺は共同所有の土地「マルク」で、自由な用途に使われた。13世紀初めに集落共同体ハルゼヴィンケルが形成された。

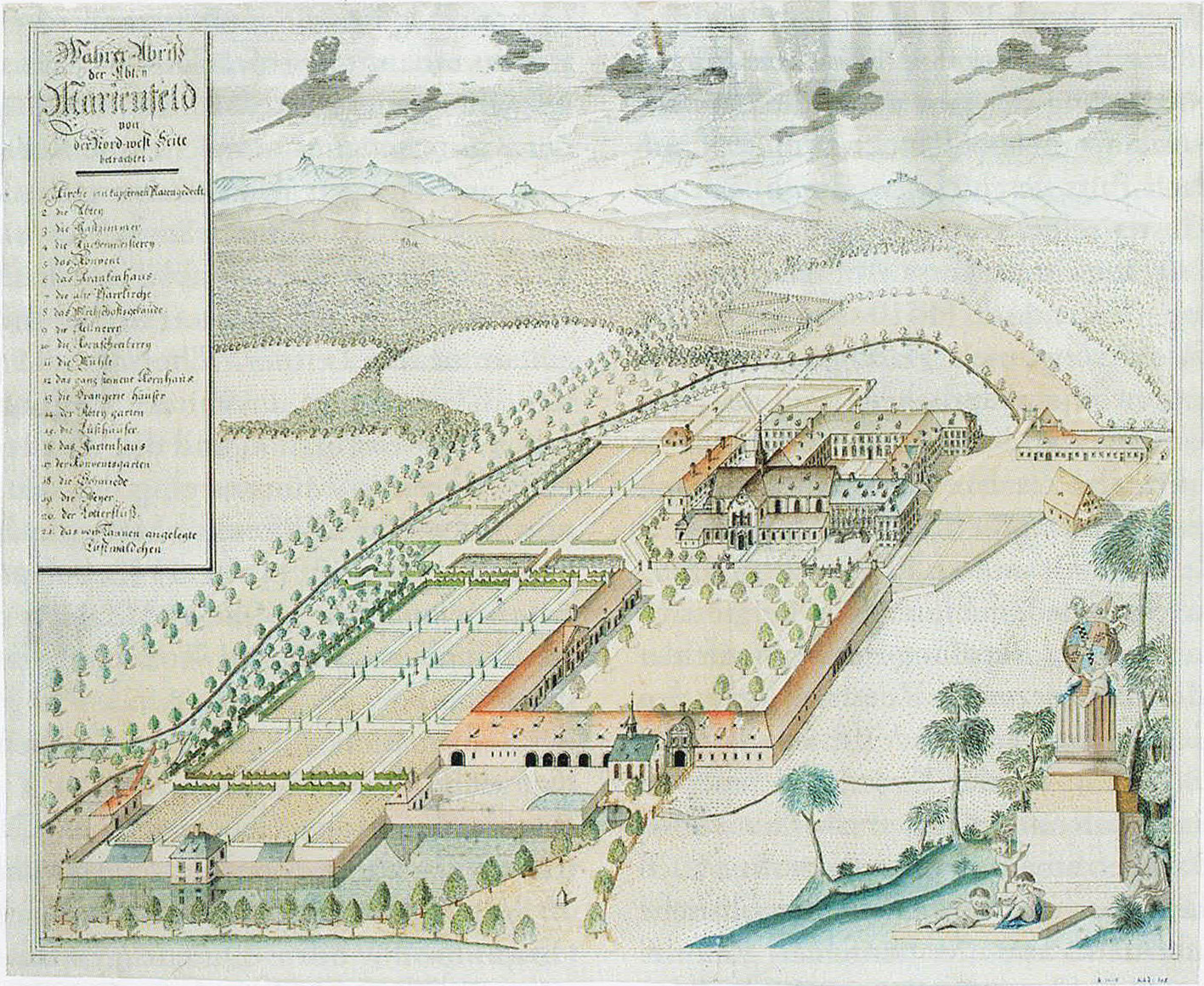
1802年に描かれたマリエンフェルト修道院の見取り図

中世になると、1185年にミュンスター司教ヘルマン2世およびヴェストファーレン地方の多くの貴族たちによってシトー会マリエンフェルト修道院が設立され、1222年に完成した。ハルゼヴィンケル教会管区の3つの農場といわゆるリヒターホーフが修道院に譲渡された。この修道院はさらにハルゼヴィンケルの教会に対する保護権も有した。この修道院はその後急速に多くの農場をその所領に取り込み、中世後期には現在のハルゼヴィンケル市にあたる地域ほぼすべての農場がこの修道院の所有となっていた。
ハルゼヴィンケルはヴァーレンドルフのゴー裁判所（下級裁判権を有する地方裁判所）の所轄下にあった。この村の業務は村長と議会によって指導されていた。議員には10人が選出されたが、そのうち6人はマリエンフェルト修道院長が選定した。修道院長は2人の優れた人物を推薦し、そのうちのどちらかが村長に指名された。1200年頃ハルゼヴィンケルに裁判管区が設けられたが、これも修道院の監督下に置かれた。
リッペの領主ベルンハルト7世は、1450年から1457年のミュンスターのフェーデの際にハルゼヴィンケルを急襲し、この村と周辺地域を略奪した。1465年に住民を保護するための「ヴェランブルク」と呼ばれる土塁城砦が記録されている。

### 近世
1553年、フィリップ・マグヌス・フォン・ブラウンシュヴァイクがミュンスターラントに侵攻し、ザッセンベルクとヴァーレンドルフを占領した。4,000人の兵士が村に入り住民の全財産を奪い取った。1582年にハルゼヴィンケルはペストに苦しめられた。八十年戦争に伴い、1585年から1589年にオランダ軍がハルゼヴィンケルと修道院を襲撃した。1609年になってやっと休戦した。1621年から1623年までブラウンシュヴァイク公クリスティアンの軍勢がハルゼヴィンケルとグレッフェンで猛威をふるった。1622年から1623年にかけての過酷な冬の後、ハルゼヴィンケルは凶作となった。17世紀の終わり頃、ハルゼヴィンケルは度重なる火災に襲われた。これを予防するために、これ以後火の用心の警戒が始まった。
1618年からの三十年戦争と1756年からの七年戦争では、ハルゼヴィンケルを含むヴァーレンドルフ郡も巻き添えとなった。
1770年11月29日の修道院長アルノルドゥス・デッテンおよび修道会総長ベネディクトゥス・ハンナッシュとハルゼヴィンケル都市圏住民との和解により、ハルゼヴィンケルの住民は1771年以降、修道院の支配から解放されることとなった。

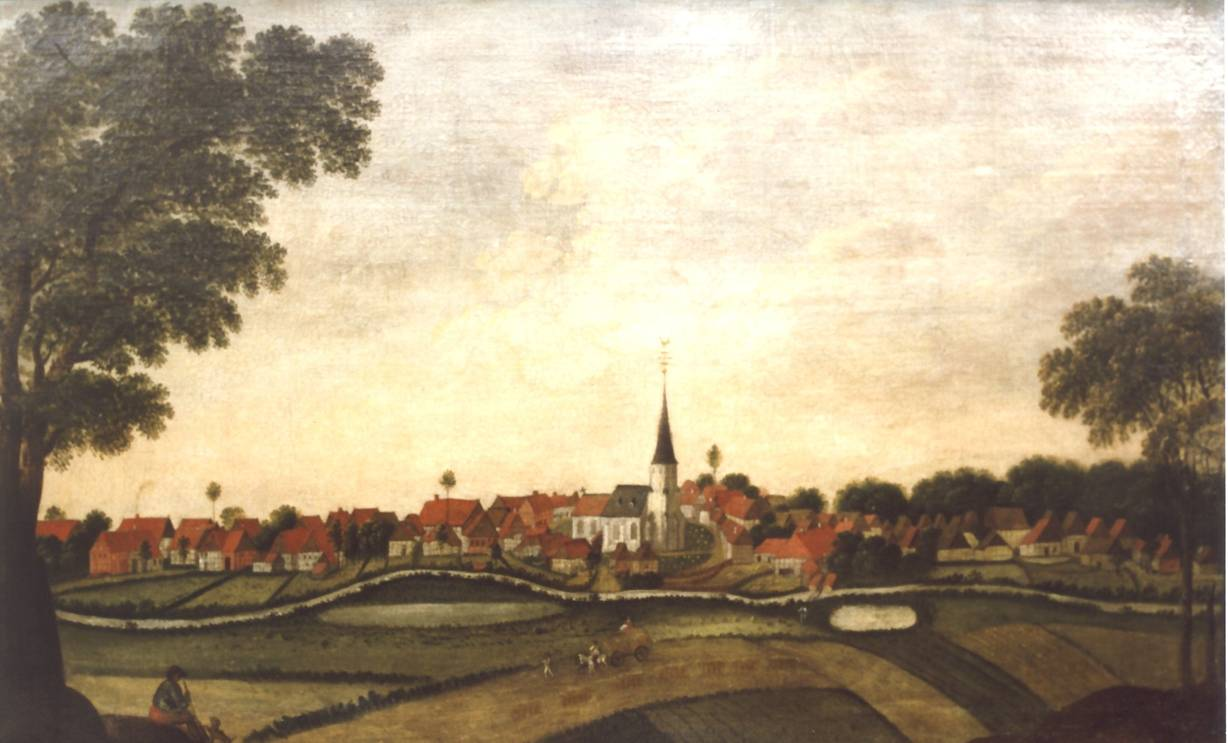
無名画家による1820年頃のハルゼヴィンケル

ハルゼヴィンケルが属していたミュンスター司教領は1803年にプロイセン王国に併合された。同時にハルゼヴィンケルは都市権を得た。1806年から1813年までのナポレオンによって創設されたベルク大公国に属した時代をはさんだプロイセン時代にこの街は固有の市長制度を確立し、これにハルゼヴィンケル市とハルゼヴィンケル教会区およびマリエンフェルト町が所属した。1820年には、それまでザッセンベルク市長制の影響下にあったグレッフェンがこれに加わった。管轄上、ハルゼヴィンケルはミュンスター県ヴァーレンドルフ郡に属した。プロイセン王フリードリヒ・ヴィルヘルム4世によって認可されたヴェストファーレン州の地方自治体法の決定に基づき、3つの村は1843年からアムト・ハルゼヴィンケルの独立した町村となった。

### 工業化
ハルゼヴィンケルは、1883年にギュータースローおよびヴァーレンドルフと舗装道路で結ばれた。19世紀に工業化の進んだ地域に奪われていた経済上の立地条件は改善された。1900年にはトイトブルガー・ヴァルト鉄道によって鉄道網にも接続された。これにより農民たちは、生産した作物をより広いマーケットで販売したり、飼料を運び込んだりすることが可能になった。
こうしてハルゼヴィンケルの工業的発展が始まったが、その後1919年に農業機械メーカーのクラース兄弟社がハルゼヴィンケルに拠点を構えた。さらに1945年以後、3つの地区のすべてに工業地区が設けられた。

### 国家社会主義の時代
1930年の時点には国家社会主義ドイツ労働者党に属するグループはハルゼヴィンケルにはなかった。しかし、その1年後には第1回の集会が開催された。この時すでに確固とした政党の体制が形成されていたかどうかは確認されていない。確かなことは、この催しがあまり興味を惹くものではなかったということである。
1933年3月12日に最後の民主的な選挙が行われた。ハルゼヴィンケルとグレッフェンでは NSDAP の地域グループが確立され、マリエンフェルトでもその端緒を握った。1933年5月1日、NSDAPに入党者が押し寄せた。ほぼすべての委員会と行政機関の公務員がこの党に入党した。この年、市内で初めてグレッフェンに強制労働のための収容所が設けられた。5つのバラックに250人が寝泊まりし、毎日少なくとも 6時間、エムス川沿いの土木作業に従事しなければならなかった。
ハルゼヴィンケル市の市長ヨーゼフ・ヘルブリンクは、国会議員選挙の際に不正を働いたと批判を受け、1933年12月12日に行われた住民投票によって、1934年5月5日に罷免された。ヘルブリンクは、これ以前にユダヤ人家畜商人に対する強制競売措置で証言しており、これが本当の理由であった。公務は1935年まで一時的に委託されたアウグスト・クラースによって継続された。その後ヘルマン・シュトールプが市長に任命された。マリエンフェルトでも、1925年から町長を務めていたベルンハルト・ポールマンに対して買収の批判が起こった。このため彼は公務を辞し、ハインリヒ・フェルトハウスが後継者に任命された。

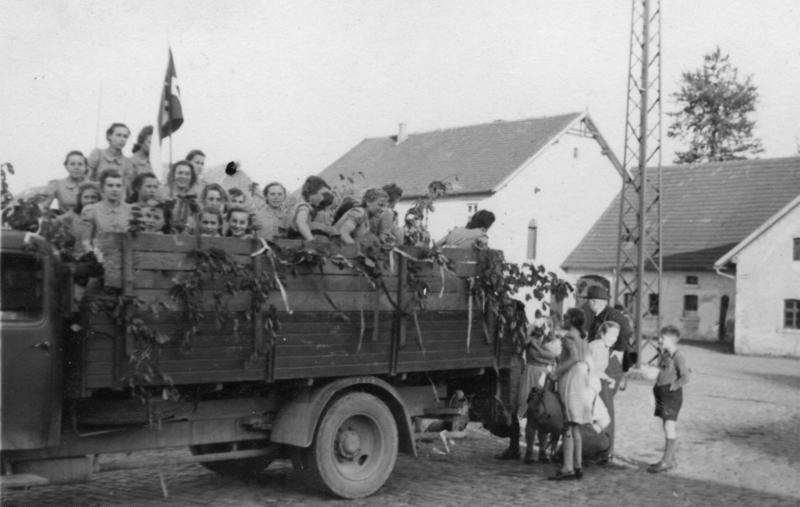
マリエンフェルトの収容所に移送された女性達（1942年）

1935年4月23日、旧マリエンフェルト修道院内に収容所が設けられた。初めは 97人のユダヤ人がハンブルクやベルリンから連行されてきた。1936年にはここに女性も収容され、一日中農作業を強いられた。この収容所はレオ・フォン・カプリヴィの血縁者にあたる「フロイライン・フォン・カプリヴィ」（「カプリヴィのお嬢さん」）によって運営されていた。それからしばらくして現職のハルゼヴィンケル市長が解任され、副市長のリンクラーケも1936年に解任された。
第二次世界大戦開戦後、野良仕事に従事させる男性が不足した。このため1939年秋からは戦争捕虜がハルゼヴィンケルに連行され、専ら農業に従事させられた。この収容所では 340人が暮らしたが、1940年までは専らポーランド人、その後はフランス人が多く収容された。
国家社会主義の時代、ハルゼヴィンケルには 2家族のユダヤ人が住んでいた。そのうちの一方、織物商人と思われる家族は、1939年3月4日に子供達とともにアムステルダムを経由してオーストラリアに亡命した。もう一つの家族は、妻は既になくなっており、娘は外国に嫁いでいた。上述の家畜商人である父は1941年12月10日に逮捕され、ヴァーレンドルフ経由でカイザーヴァルト強制収容所に送致された。住民票に記されたメモ「1941年12月10日、転居後住所不明」は殺害を暗示している。
国家社会主義に対する抵抗運動は特にカトリック教会が主導した。1941年夏に本市の 3つの教会で、患者殺害に反対するクレメンス・アウグスト・グラーフ・フォン・ガーレンの説教が読み上げられた。さらに教会新聞や司教教書が押収された。

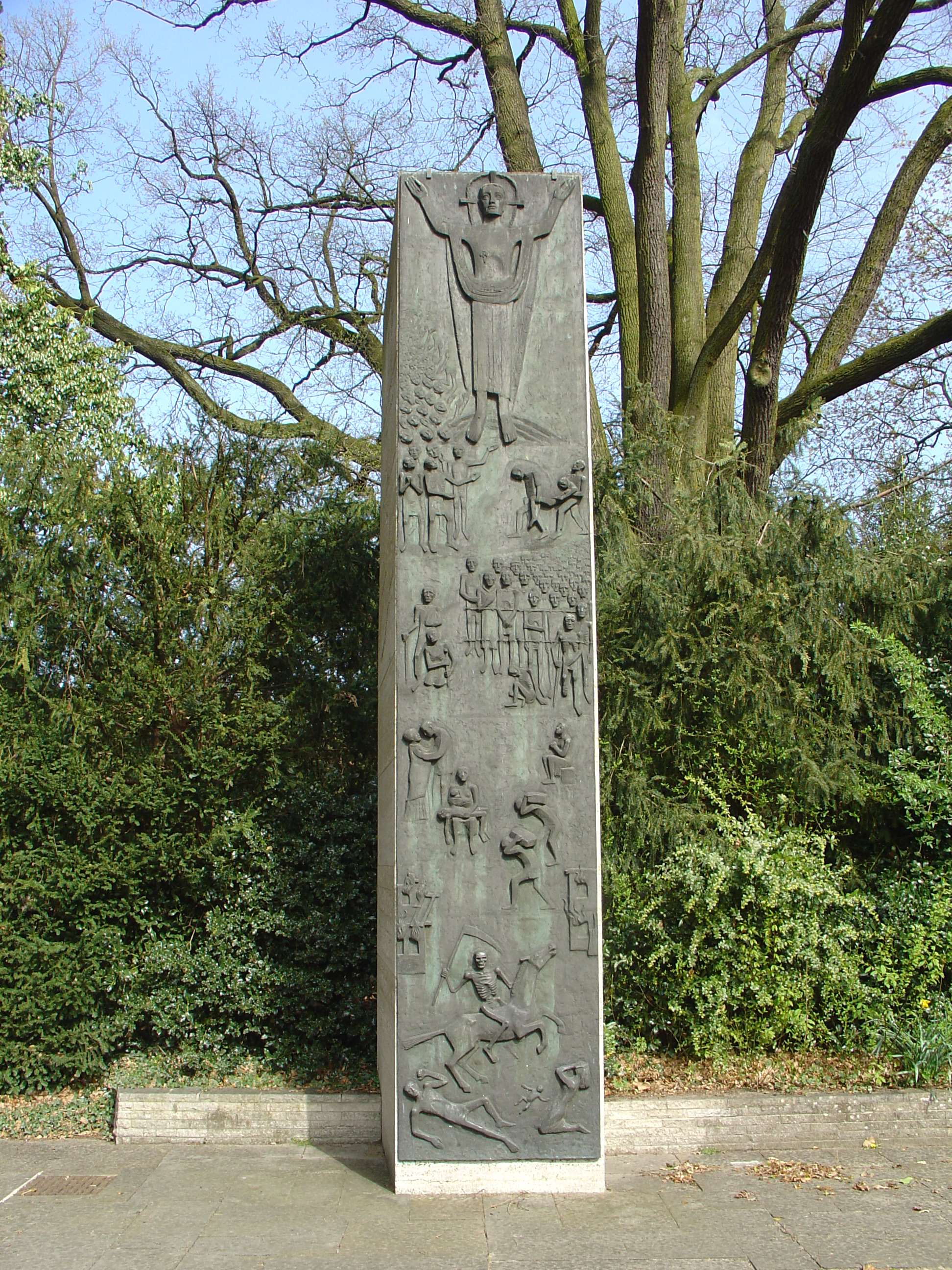
ハルゼヴィンケルの世界大戦戦没者記念碑

戦争中、シュトゥーケンブロック収容所に収容されたポーランド人とソヴィエト人によって、1943年から1944年までギュータースロー空港近くで滑走路建設の強制労働が行われた。ここに土地を持っていた農民は、土地を接収された。この滑走路は全長 5 km、幅 15 m であった。150 m から 200 m ごとに駐機場が設けられた。1945年の復活祭の週にこの滑走路は何度も爆撃された。さらに空港防御のためにドイツ国防軍の 4つの高射砲陣地と 航空機を探索し、撃墜するための8つの投光施設が設けられた。
ハルゼヴィンケルの第二次世界大戦は、1945年4月2日復活祭の月曜日にアメリカ軍が入城し、ブロックハーゲンおよびトイトブルクの森方面に侵攻して終結した。戦争に出征したハルゼヴィンケル住民 1,200人中216人が1945年までに命を落とした（ハルゼヴィンケル 124人、グレッフェン 43人、マリエンフェルト 49人）。空爆による被害は軽微で、900軒の家屋のうち 3軒が破壊された。ハルゼヴィンケルに投下された 613発の爆裂弾、焼夷弾、黄燐焼夷弾のほとんどは、農地に損傷を与えただけであった。最も激しい攻撃は1944年9月10日に行われたもので、マリエンフェルト駅のトイトブルガー鉄道の列車が兵器を搭載した低空飛行の航空機からの射撃を受けた。この攻撃により、子供2人を含む4人の乗客が死亡し、22人が負傷した。ハルゼヴィンケル周辺では、4機の連合軍航空機が撃墜された。

### 戦後から現代まで
1973年1月1日にアムト・ハルゼヴィンケルが廃止され、このアムトに属していた町村は新たに創設されたハルゼヴィンケル市に統合され、ヴァーレンドルフ郡から新設されたギュータースロー郡に移管された。

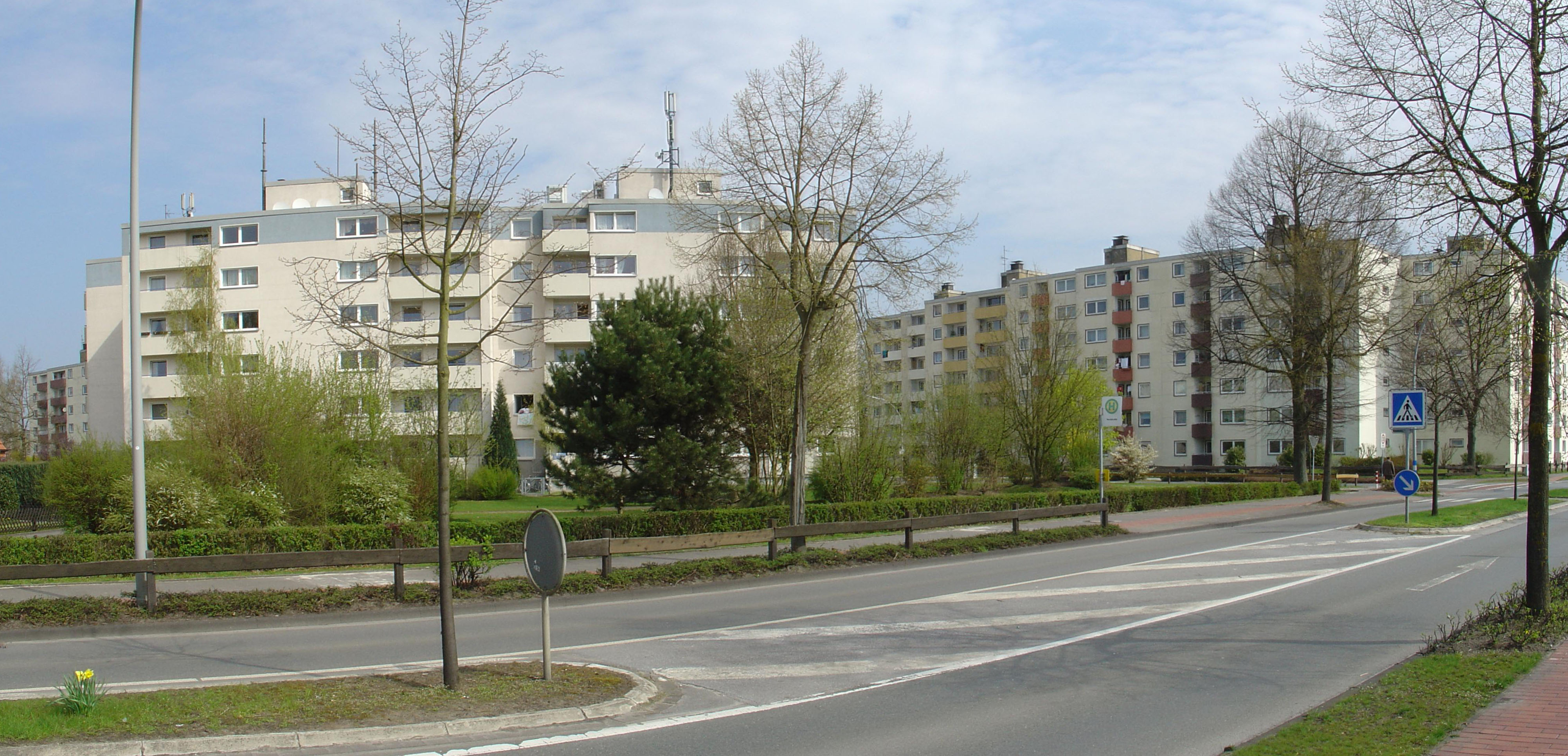
ハルゼヴィンケル＝ダムマンス・ホーフの高層アパート

集中的に利用されるギュータースロー郡に駐屯する兵士のための住宅が不足した。1975年にダムマンス・ホーフに高層アパートが建設された。1978年8月にエムスタールシュターディオンが完成した。現在ここでは国際的なオートバイのスピードウェイ・レースが開催されている。1980年秋にハルゼヴィンケルのガス網の拡張工事が開始された。その後 4年間でガス局が管理するガス網は 18 km 延長された。
環境意識の高まりとリサイクルの普及により、1981年10月、マリエンフェルトのライリング社が使用済みガラスの再生処理を開始した。1960年代から存在している屋外プールのすぐ隣に、1983年9月1日にハルゼヴィンケルの屋内プールが完成した。同年、マリエンフェルトは、「我らの村が一番美しい」コンテストで、州大会で金メダル、連邦大会で銀メダルを獲得した。
1988年9月にハルゼヴィンケルに多目的ホールが完成した。スポーツの他、様々な式典やイベントに利用されている。同年10月、旧ソヴィエト連邦から多くの移住者がハルゼヴィンケルにやって来た。一部はダムマンス・ホーフに住むことができたが、他は仮設住宅に住まなければならなかった。1989年6月11日、ハルゼヴィンケルとマリエンフェルトとの間に 9ホールのゴルフ場が造られた。このゴルフ場は、後に 18ホールに拡張された。1995年7月20日に新たな下水処理場がハルゼヴィンケルにオープンした。
2006年のサッカーワールドカップでは、ポルトガル代表チームがマリエンフェルトに滞在した。

### 市町村合併
ハルゼヴィンケルは1803年に都市権を得た。1806年から1814年まではベルク公国に属した。ハルゼヴィンケル市、キルヒシュピール・ハルゼヴィンケル、マリエンフェルトが同一のビュルガーマイステライ（市町村レベルの行政共同体）に属した。1820年にそれまでビュルガーマイステライ・ザッセンベルクに属していたグレッフェンが移管された。1841年以降、これらの 3つの集落は、アムト・ハルゼヴィンケルに属す独立した市町村となった。
1937年4月1日、それまで独立していた広くて住民数も多いキルヒシュピール・ハルゼヴィンケルがハルゼヴィンケル市に併合された。
ノルトライン＝ヴェストファーレン州の地域再編に伴い、1972年10月24日に制定された「新設されたビーレフェルト地域の郡と市町村の新設に関する法律（ビーレフェルト法）」によって、1973年1月1日にハルゼヴィンケル市と2つの町村（グレッフェンおよびマリエンフェルト）が合併して新たなハルゼヴィンケル市が成立し、ヴァーレンドルフ郡から新設されたギュータースロー郡に編入された。アムト・ハルゼヴィンケルは廃止され、ハルゼヴィンケル市がその権利継承者となった。

## 住民

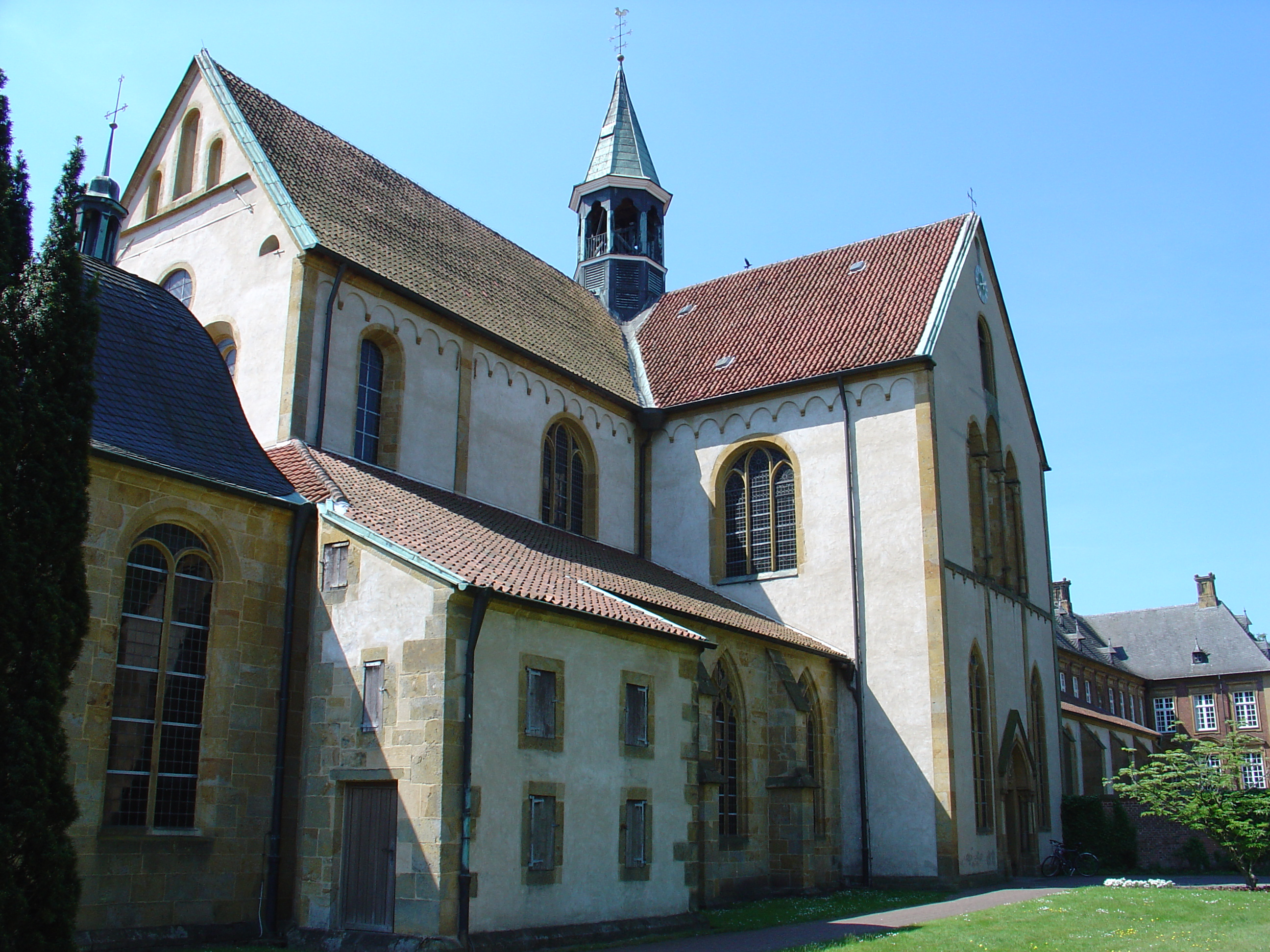
旧シトー会マリエンフェルト修道院教会

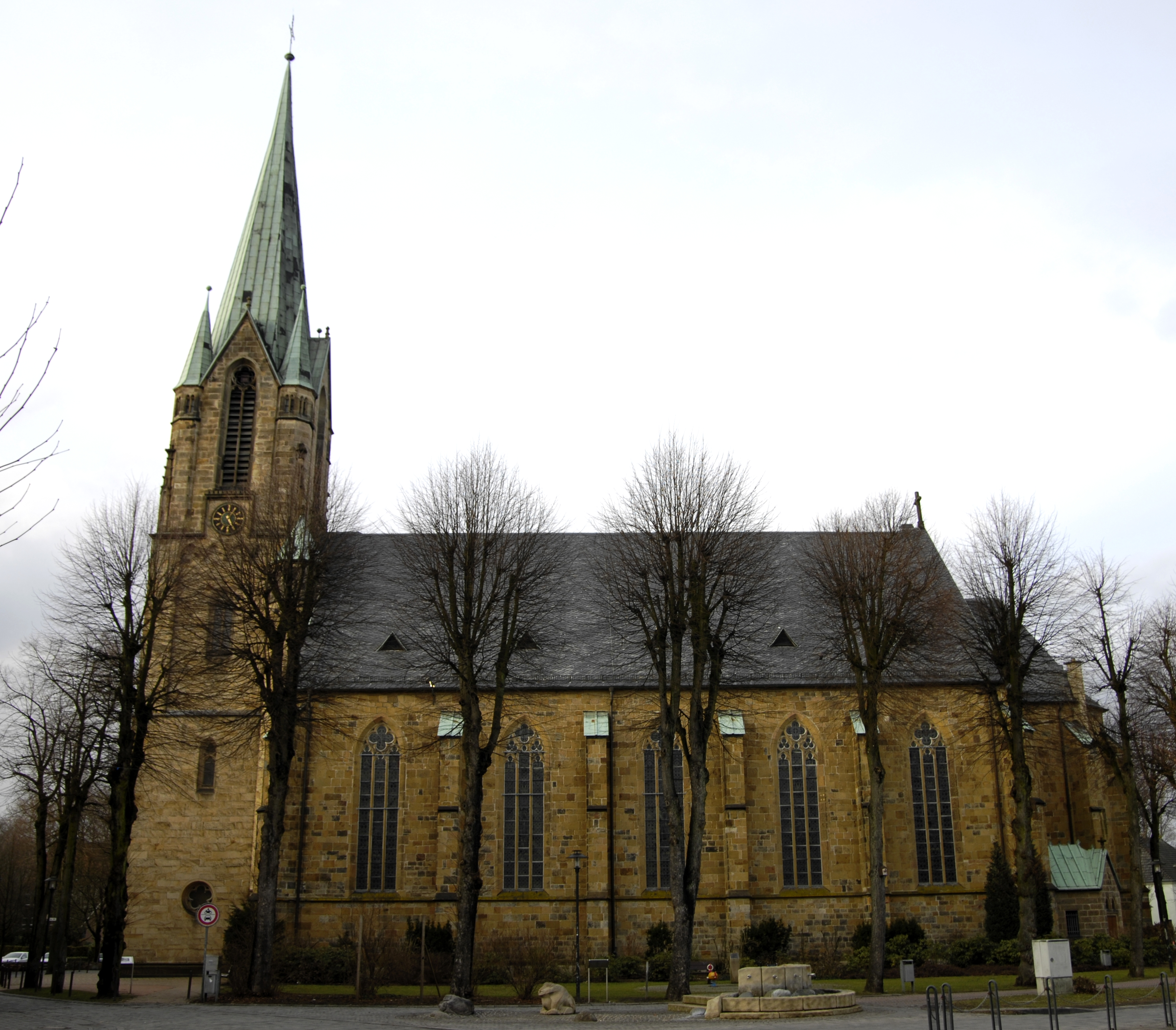
ハルゼヴィンケルの聖ルチア教会

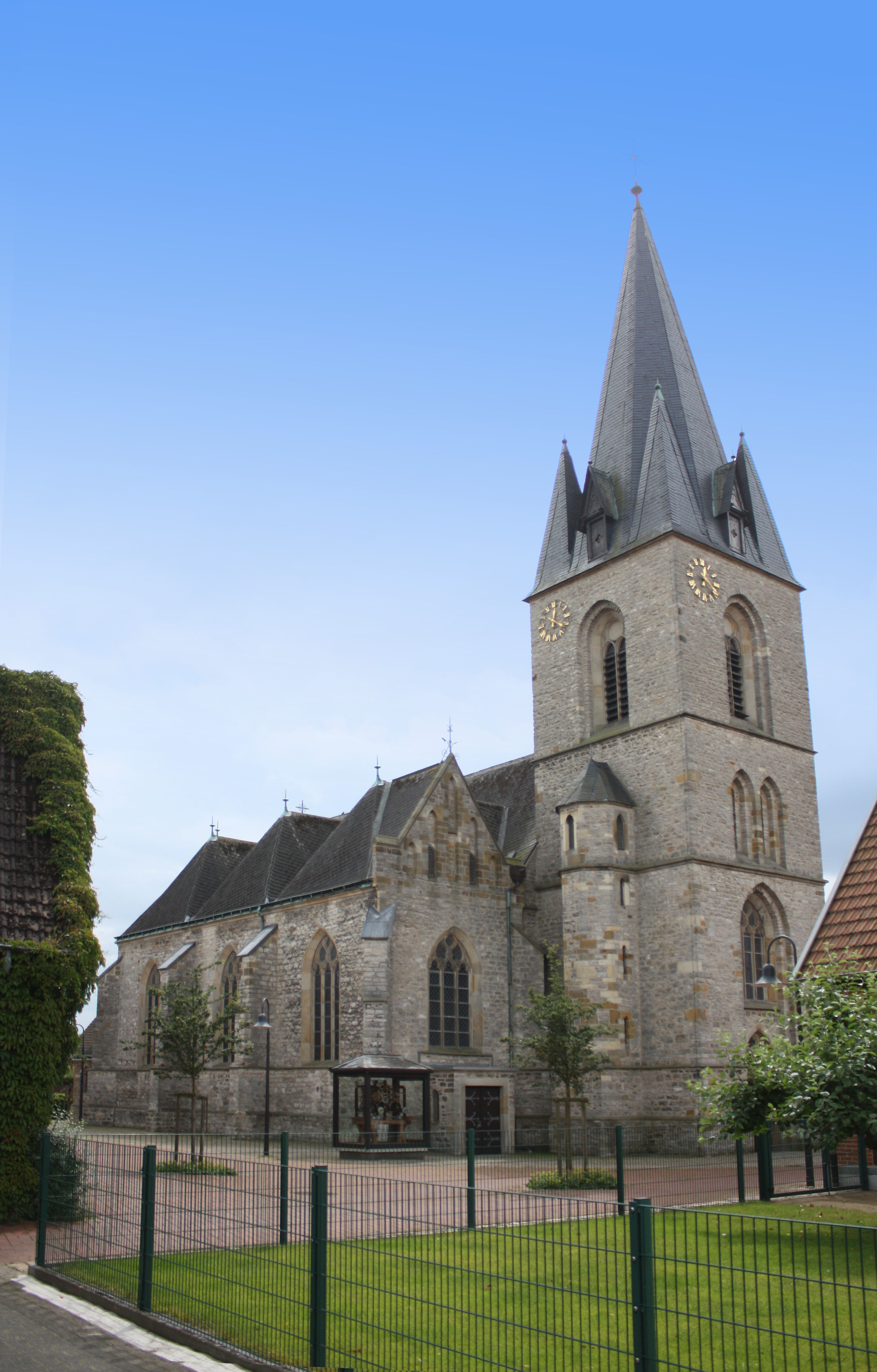
グレッフェンの洗礼者聖ヨハネ教会

### 宗教
ハルゼヴィンケルは伝統的にカトリックが支配的な街で、ラーフェンベルク＝ブロックハーゲンとの市境やフェルスモルトとの市境付近にわずかに福音主義信者が住んでいるだけであった。近くにシトー会修道院が創設されたことで、ハルゼヴィンケルの聖ルチア教会とグレッフェンの洗礼者聖ヨハネ教会の2つのカトリック教会は修道院に依存することとなった。18世紀になるまで、首席司祭、司祭、助任司祭は修道院から任命されていた。
工業の発展とともに福音主義信者の割合は増加して行き、第二次世界大戦開戦時には約 5 % を占めた。ユダヤ人は 2家族が住んでいた。第二次世界大戦後の難民や追放された人々の流入によって福音主義信者の人数は著しく増加した。カトリック教会も大きくなり、1960年代にハルゼヴィンケルに2つめの教区教会の建設が開始された。
統合前にあった 4つのカトリック教区組織と 1つの教区教会は、2001年から2009年まで教区共同体を形成していた。この共同体は2009年9月1日に司牧連合に改変された。ミュンスター司教フェリックス・ゲンは、2014年4月27日に 4つの教会区を廃止し、新たな教会区として聖ルチア・ハルゼヴィンケル教区を設置した。聖ルチア教会は教区教会として存続し、他の 3つの教会はその支教会となった。この教会区は、ミュンスター司教区ヴァーレンドルフ首席司祭区に属す。ハルゼヴィンケルの福音主義ルター派教会はマリエンフェルトにまでその教会区を広げており、ハルゼヴィンケルのマルティン＝ルター教会とマリエンフェルトのクリストゥス教会を運営している。この教会はヴェストファーレン福音主義教会ハレ教会クライスに属している。グレッフェンのプロテスタント信者はザッセンベルクの教会に属しており、この地区に教会はない。ザッセンベルクの教会は、ヴェストファーレン福音主義教会ミュンスター教会クライスに属している。
現在、住民の 54.2 % がローマ＝カトリック教会に属し、18.3 % が福音主義教会に属している。この他に約 800人の信者を数えるシリア正教会や、ロシアからの移住者が創設した 2つの自由教会（メノナイトとエヴァンゲリウムスクリステン）がある。本市のムスリムは、「フェライン・ツーア・フェルデルング・デア・インテグラティオーン・ウント・ビルドゥング e.V.」（直訳すると「統合と教育の奨励協会」）および「トルコ＝イスラム連合」に属す。
現在の宗教分布を知る手がかりの一つが、ハルゼヴィンケルの学生に対する所属宗教団体の調査である。この調査によれば、2003年/2004年の学期では学生の 21.3 % が福音主義、50.2 % がカトリック、7.0 % がイスラム教に所属した。15.2 % がその他の宗教、6.2 % が無宗教であった。

### 人口推移
以下の表は、各時点における市域、および現在の市域にあたる地域の人口推移である。1933年まではハルゼヴィンケル市とキルヒシュピール・ハルゼヴィンケルとを合算した数値である。1970年以前および1987年の数値は人口調査の結果であり、1975年以降は州統計局の公的な研究結果である。1975年から1985年は推測値、1990年からは1987年の人口調査結果に基づく推定値である。
各時点の市域における人口推移
| 年              | 人口（人） |
| --------------- | ---------- |
| 1818 (12月31日) | 3,027      |
| 1828 (12月1日)  | 2,654      |
| 1831 (12月3日)  | 2,663      |
| 1837 (12月3日)  | 2,520      |
| 1843 (12月3日)  | 2,593      |
| 1852 (12月3日)  | 2,564      |
| 1858 (12月3日)  | 2,541      |
| 1867 (12月3日)  | 2,421      |
| 1871 (12月1日)  | 2,284      |
| 1885 (12月1日)  | 2,276      |

| 年              | 人口（人） |
| --------------- | ---------- |
| 1895 (12月1日)  | 2,292      |
| 1905 (12月1日)  | 2,445      |
| 1925 (6月16日)  | 2,906      |
| 1933 (6月16日)  | 3,327      |
| 1939 (5月17日)  | 3,770      |
| 1946 (10月29日) | 4,953      |
| 1950 (9月13日)  | 5,183      |
| 1961 (6月6日)   | 6,950      |
| 1970 (5月27日)  | 10,361     |
| 1972 (12月31日) | 11,027     |

現在の市域にあたる地域の人口推移
| 年              | 人口（人） |
| --------------- | ---------- |
| 1939 (5月17日)  | 6,451      |
| 1950 (9月13日)  | 8,752      |
| 1961 (6月6日)   | 10,975     |
| 1970 (5月27日)  | 15,685     |
| 1972 (12月31日) | 16,950     |
| 1974 (30. Juni) | 17,313     |
| 1975 (12月31日) | 17,585     |
| 1980 (12月31日) | 18,394     |

| 年              | 人口（人） |
| --------------- | ---------- |
| 1985 (12月31日) | 18,727     |
| 1987 (5月25日)  | 18,741     |
| 1990 (12月31日) | 20,135     |
| 1995 (12月31日) | 22,616     |
| 2000 (12月31日) | 23,639     |
| 2005 (12月31日) | 24,251     |
| 2007 (12月31日) | 24,220     |

## 行政

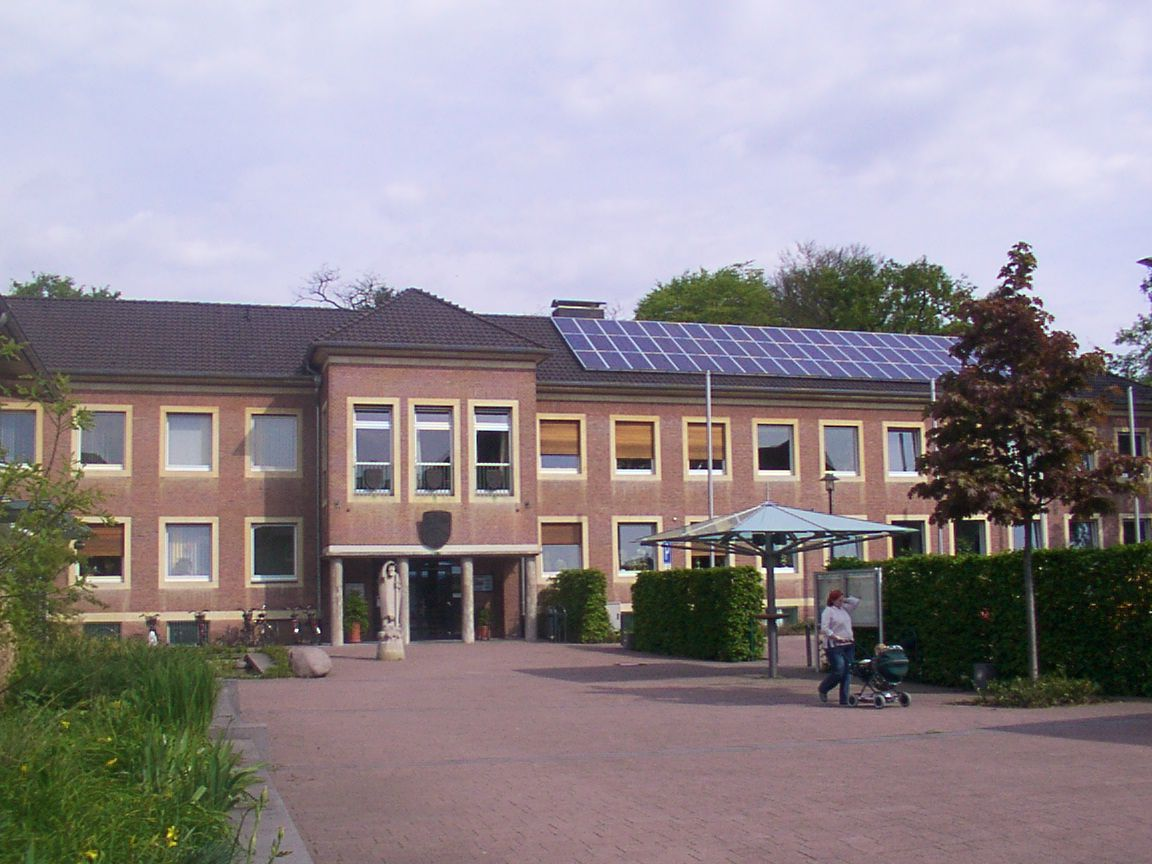
ハルゼヴィンケル市庁舎

### 市議会
本市の市議会は 32議席からなる。これに、投票権を有する議長として市長が加わる。

### 首長
ザビーネ・アムスベック＝ドファイデは、2004年10月10日の決選投票で 57.3 % の票を獲得して市長に選出され、2009年8月30日の選挙では 70.8 % の票を得て再選された。彼女自身の希望により任期満了の 1年前に行われた2014年の市長選挙 では、対立候補がなく、82.5 % の信任票を得た。

### その他の選挙
ハルゼヴィンケルは、州議会議員選挙では第95選挙区「ギュータースロー II」に、連邦レベルの選挙では第132選挙区「クライス・ギュータースロー」に属す。

### 紋章
1974年2月6日、当時デトモルト行政管区長官だったエルンスト・グラウマンによって認可された市の紋章は、1930年代前半に認可されたアムト・ハルゼヴィンケルおよびこれに属す市町村の紋章を組み合わせたものである。
図柄: 金地で赤い波帯により逆Y字型に三分割されている。向かって左上に黒い馬の頭、向かって右上が黒い櫛、下部は立ち上がり赤い舌と爪を見せる黒い獅子。
解説: 紋章の 3つの意匠は、3つの地区を表している。ハルゼヴィンケルが馬の頭、グレッフェンが櫛、マリエンフェルトが獅子である。ハルゼヴィンケルのシンボルについては、地名 Harsewinkel から Horsawinkel（馬の頭） にちなんでいるという根拠のない語源の意味づけがなされているが、他の 2つの地区の意匠については、歴史的な背景に由来している。グレッフェンのシンボルは、グレフェーネ家の中世の紋章に由来し、マリエンフェルトの立ち上がった獅子はマリエンフェルト修道院創始者の一人であるヴィドゥキント・フォン・レーダの紋章動物に遡る。波状の逆Y字図形は水の豊かな地域（エムス川とその支流）であることを示している。赤と金の配色は、ミュンスター司教領の紋章の配色である。
デトモルト行政管区長官の文書によって、本市は旗と幟の権利を有している:
市の旗は、長辺と平行に 金 - 黒 - 金で 1:3:1 の幅に分割、その中央に市の紋章
市の幟は、長辺と平行に 金 - 黒 - 金で 1:3:1 の幅に分割、その中央上部に市の紋章
- ハルゼヴィンケル市の旗
- ハルゼヴィンケル市の幟
- 合併前のハルゼヴィンケルの紋章
- 合併前のマリエンフェルトの紋章
- 合併前のグレッフェンの紋章
- 旧アムト・ハルゼヴィンケルの紋章

### 姉妹都市
- レ＝ザンドリ（フランス、ウール県）1994年

学校やクラブ単位で、毎年数多くの相互訪問がなされている。
また、ギュータースロー郡とラトビアのヴァルミエラ郡との姉妹関係に基づき、マズサラツァと友好関係を結んでいる。これはマリエンフェルト修道院の創設者であるベルンハルト2世ツー・リッペがリガを中心とするゼロニエン司教に就いた中世の歴史にちなんだものである。

### 都市財政
ハルゼヴィンケルは、人口あたりの経済力がノルトライン＝ヴェストファーレン州で最も高い街の一つである。この街の収入は主にクラース社の収益によっている。営業税賦課率は 370 % で、ノルトライン＝ヴェストファーレン州内では最も低いにもかかわらず、2013年の営業税収は約 2,600万ユーロ（全税収の 70.0 % ）であった。1人あたり約 1,094ユーロという値はノルトライン＝ヴェストファーレン州の他の郡所属市町村の平均値（約 556ユーロ）を大きく上回る。営業税に次いで大きな税収は所得税で約 840万ユーロ（約 21.3 %）である。住宅地にかかる土地税 B の賦課率は州内で最も低い 260 %、農地にかかる土地税 A は 230 % である。

## 文化と見所

### 演劇
ハルゼヴィンケルには劇場がないが、コルピング職人組合のアマチュア劇団がアドヴェントの週末に演劇上演を行っている。この上演はホテル・ポッペンボルクのホールで行われる。最寄りの劇場は、ギュータースロー劇場である。

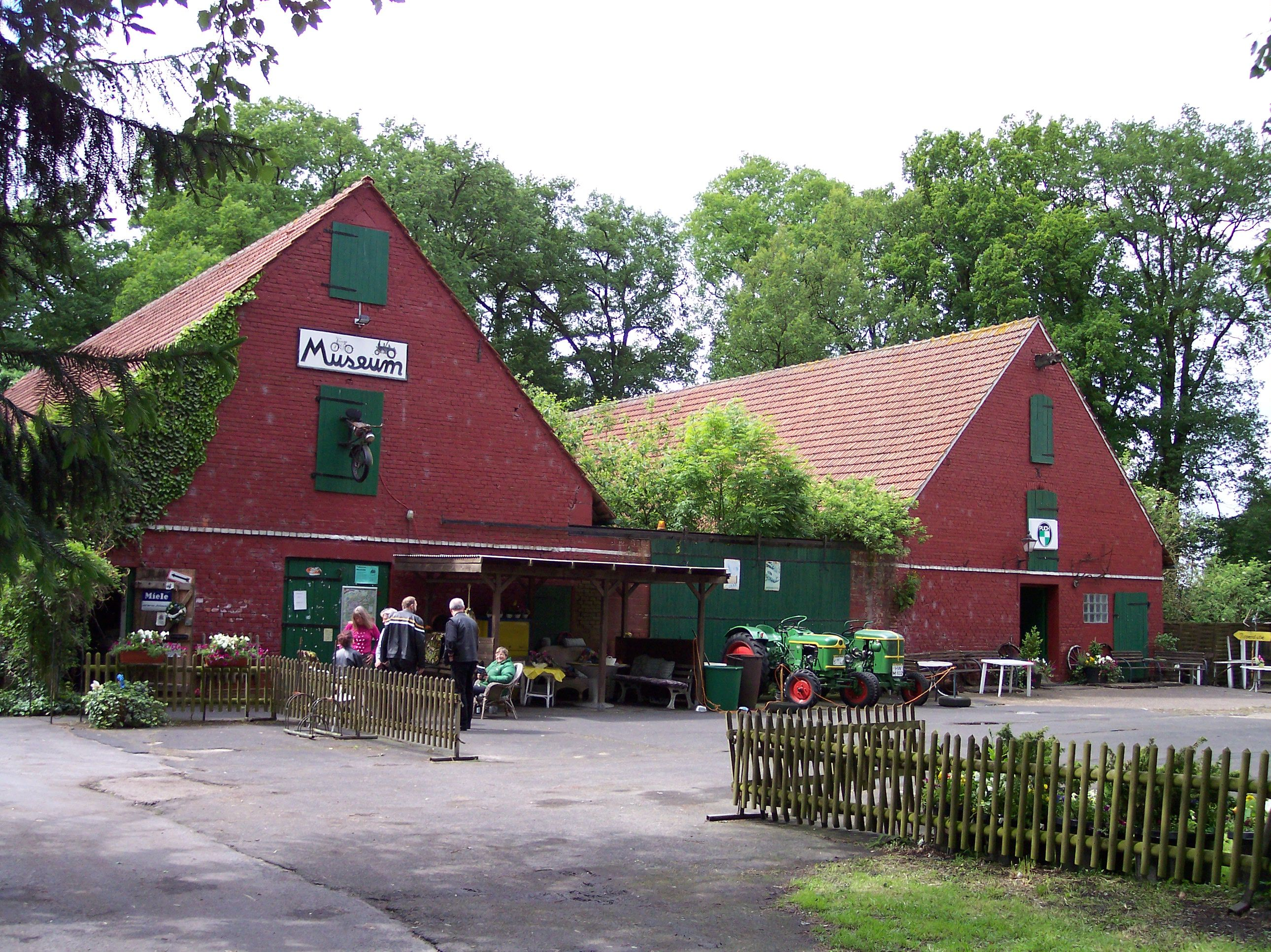
ハイナー・ベックマン・オートバイ博物館

### 博物館・美術館
マリエンフェルト郷土博物館では、1,200点以上の展示物がマリエンフェルトの歴史、特に手工業分野の歴史を示している。また、グレッフェン地区にはハイナー・ベックマン・オートバイ博物館がある。
ハルゼヴィンケルでは、2007年に聖ルチア教会の塔の宝物庫が公開された。19世紀末から20世紀初期の14の旗は問い合わせた後に見学することができる。閉鎖された製材用水車マイアー＝オストホフは修復され、2012年から展示室として用いられている。

### 音楽

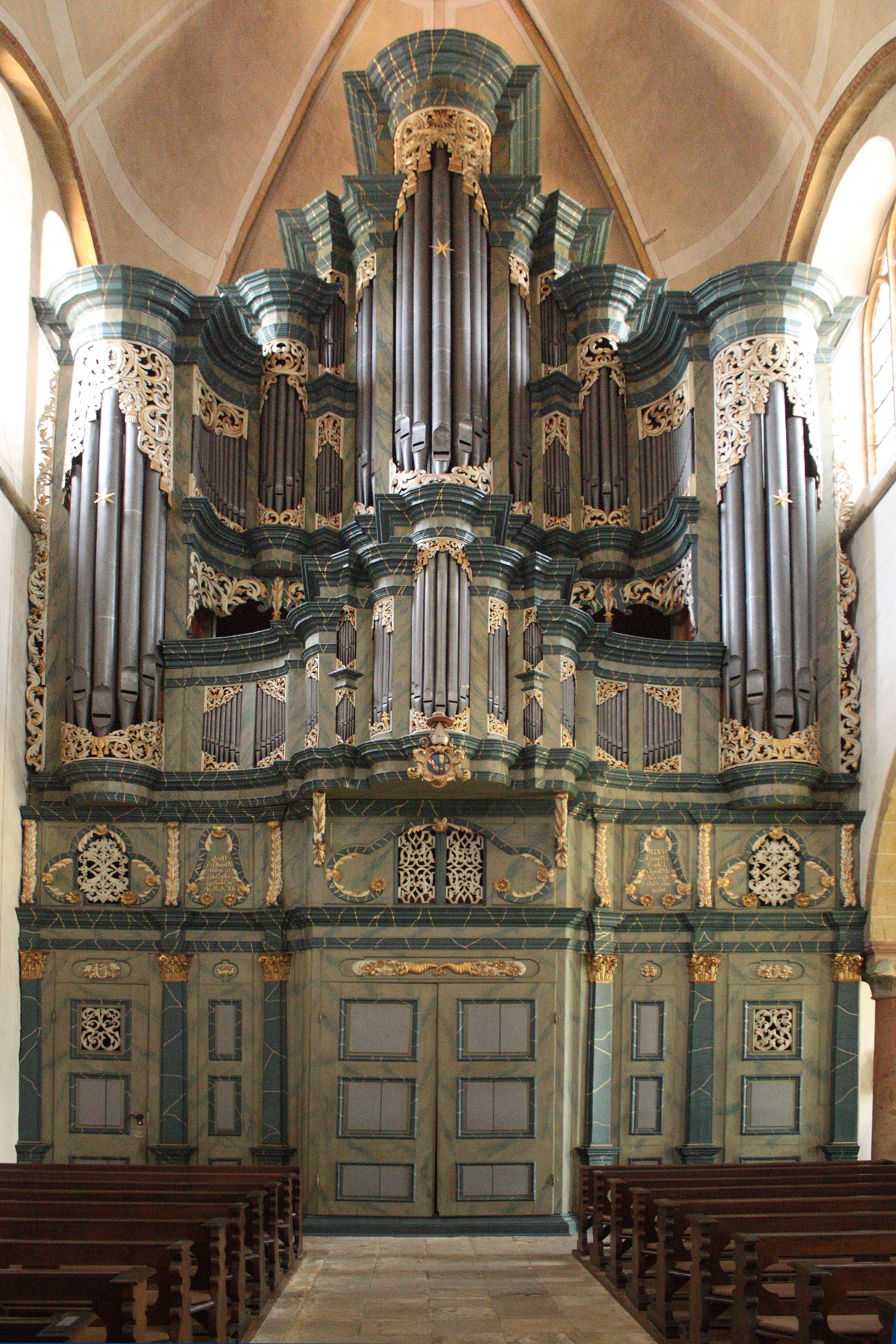
旧マリエンフェルト修道院教会のオルガン

市内の合唱活動は、教会の合唱団、2つの男声合唱団、男声民謡アンサンブル「m-トゥーネ」、混声合唱団「タクト・ウント・テーネ」が担っている。ハルゼヴィンケルにはさらにコルピングオーケストラとマーチングバンド、「ディー・ランダイアー」という名前のカーニバルバンドがある。「ディー・ランダイアー」は西部ドイツ放送のネリシェ・ヒットパレードを 2回獲得している。「ヤクトホルンブレーザーコルプス・ヘーゲリング・ハルゼヴィンケル」は狩猟ホルン演奏で連邦レベルのコンテストで 4回優勝している。
マリエンフェルトには、ブラスオーケストラやマーチングバンドの他に、伝統的なダンスを継承する民俗舞踊グループも存在している。グレッフェンでも同様である。
グレッフェンの「ファームハウス・ジャズクラブ」は、ドイツで最も古く、最もよく知られたジャズクラブの一つで、1963年6月29日に設立された。
ハルゼヴィンケルでは不定期にオルガンコンサートが開催されている。マリエンフェルトの旧修道院教会では、ヨハン・パトロクルス・メラーの歴史的なオルガンを用いて、外国人アーチストと地元オルガニストによる演奏が行われる。聖パウルス教会にも2004年に製作されたムーライゼン・オルガンがある。ここではオルガン祝祭週間が開催される。

### 建造物

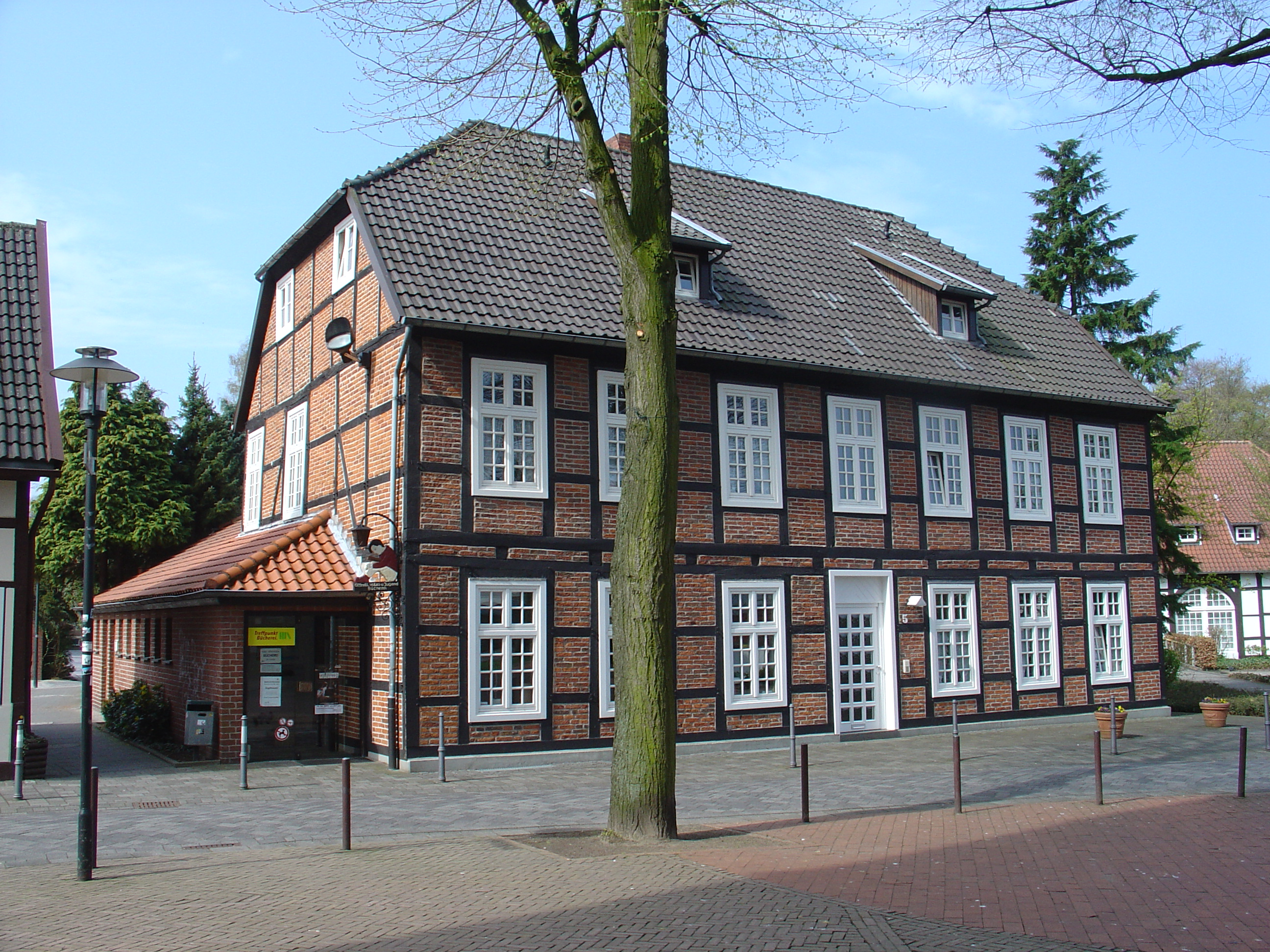
2010年まで図書館として利用されていた女学校

#### ハルゼヴィンケル地区
カトリックの聖ルチア教区教会は、ネオゴシック様式のハレンキルヒェである。この教会は、エミール・フォン・マンガーの設計に基づき1858年から1860年に建造された。1903年から1904年にマインツの建築家ルートヴィヒ・ベッカーの設計に基づいて西塔が増築された。ロマネスク様式であった先代の建造物からは、13世紀前半に製作された円筒形の洗礼盤が引き継がれている。
キルヒプラッツ 6番地の旧首席司祭館は寄せ棟造り 2階建ての木組み建物である。この建物は1693年に建造され、1716年に改築された。
キルヒプラッツ（教会広場）には2010年まで図書館として使われていた旧女学校もある。この堂々とした 3階建ての、格子をレンガで埋めた木組み建築は1812年に建てられた。
市庁舎前には、1962年11月27日からシュペーケンキーカーの記念碑が設置されている。フーベルト・ハルトマン作のこの像は、羊飼いで日雇い労働者のアントン・ヴェスターマンを表している。彼は1830年から1840年までハルゼヴィンケルに住み、「アルト・シュテュンペル（シュテュンペルじいさん）」として知られている。「シュテュンペル」はもう一つの顔、すなわち、未来を見ることができる能力を有していたようだ。アントン・ヴェスターマンは家屋の火災や子供の死などといったローカルな災難だけでなく、鉄道の建設も予言した。彼は1904年末まで予言した。
- 先代の教会時代から遺る洗礼盤
- 旧首席司祭館
- シュペーケンキーカーの記念碑

#### マリエンフェルト

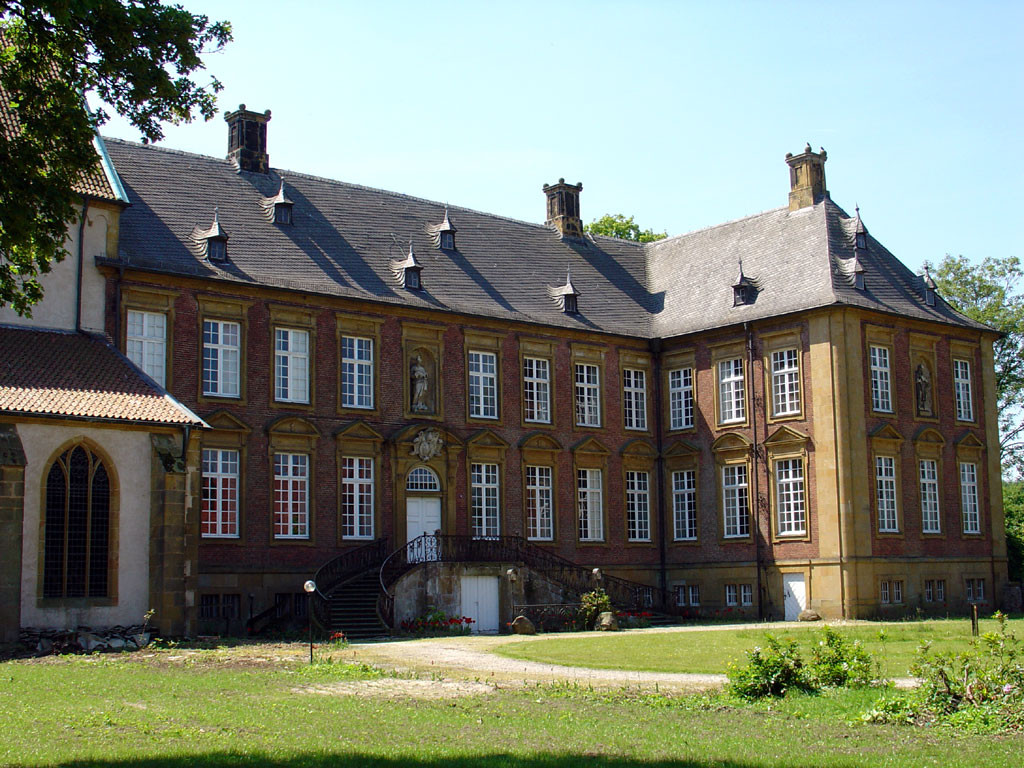
マリエンフェルト修道院の建物

シトー会マリエンフェルト修道院は1185年に創設され、1803年に廃止されるまで本市の市域に決定的な影響力を有していた。付属教会は、ヴェストファーレンで最初のレンガ造りの教会で、1222年に献堂された。教会の他に修道院の建物やかつての事務棟群が遺されており、一部は私有物、一部はノルトライン＝ヴェストファーレン州の所有となっている。
修道院の創設以前からヴァーデンハルト（マリエンフェルトの古い地名）には住民のための小さな礼拝堂があった。修道院創設までこの礼拝堂はハルゼヴィンケル住民によって管理がなされていた。ミュンスター司教ヘルマン2世フォン・カッツェンエルンボーゲン（1203年没）は、この礼拝堂を修道院に委任した。現在は修道院入り口前に後壁だけが遺されている。その壁龕に聖母マリア像が祀られている。
マリエンフェルトには、ハルゼヴィンケル出身のロマン派の画家ヨハン・クリストフ・リンクラーケの生家がある。この建物は、現在は保護文化財に指定されている。元々はハルゼヴィンケルにあったもので、ひどく荒廃して修復が必要であった。マリエンフェルトのホテルオーナーがこの建物を買い取り、元の敷地を整地して、現在の場所に移築した。現在は食堂として使われている。
マイアー・ヴェストマイヤー農場は1808年に建造された領主農場の館である。
- ヴァーデンハルト礼拝堂の遺構
- ヨハン・クリストフ・リンクラーケの生家
- マイアー・ヴェストマイヤー農場

#### グレッフェン
カトリックの支教会である洗礼者聖ヨハネ教会は、1899年にヒルガー・ヘルテル（子）によって建設された。このネオゴシック様式のハレンキルヒェは、一部が後期ゴシック様式の先代の建物と融合している。先代の建物は、身廊の 2つのヴォールトと内陣が保存されている。主祭壇は1748年に創られたものである。
教会広場を囲む建物はかつて、デルブリュック、ハレ、ギュータースローと同様にキルヒリングベバウウングを形成していたが、取り壊されて近代建築に置き換えられ、かつての景観は遺されていない。この周辺で最も古い建物はヨハニネプラッツ 14番地の建物である。3階建てのこの木組み建物は年輪年代測定法により1566年の建造と推定されている。
- 洗礼者聖ヨハネ教会の内陣と主祭壇
- グレッフェンのヨハネスプラッツ 14番地の建物

### 公園と自然保護地区

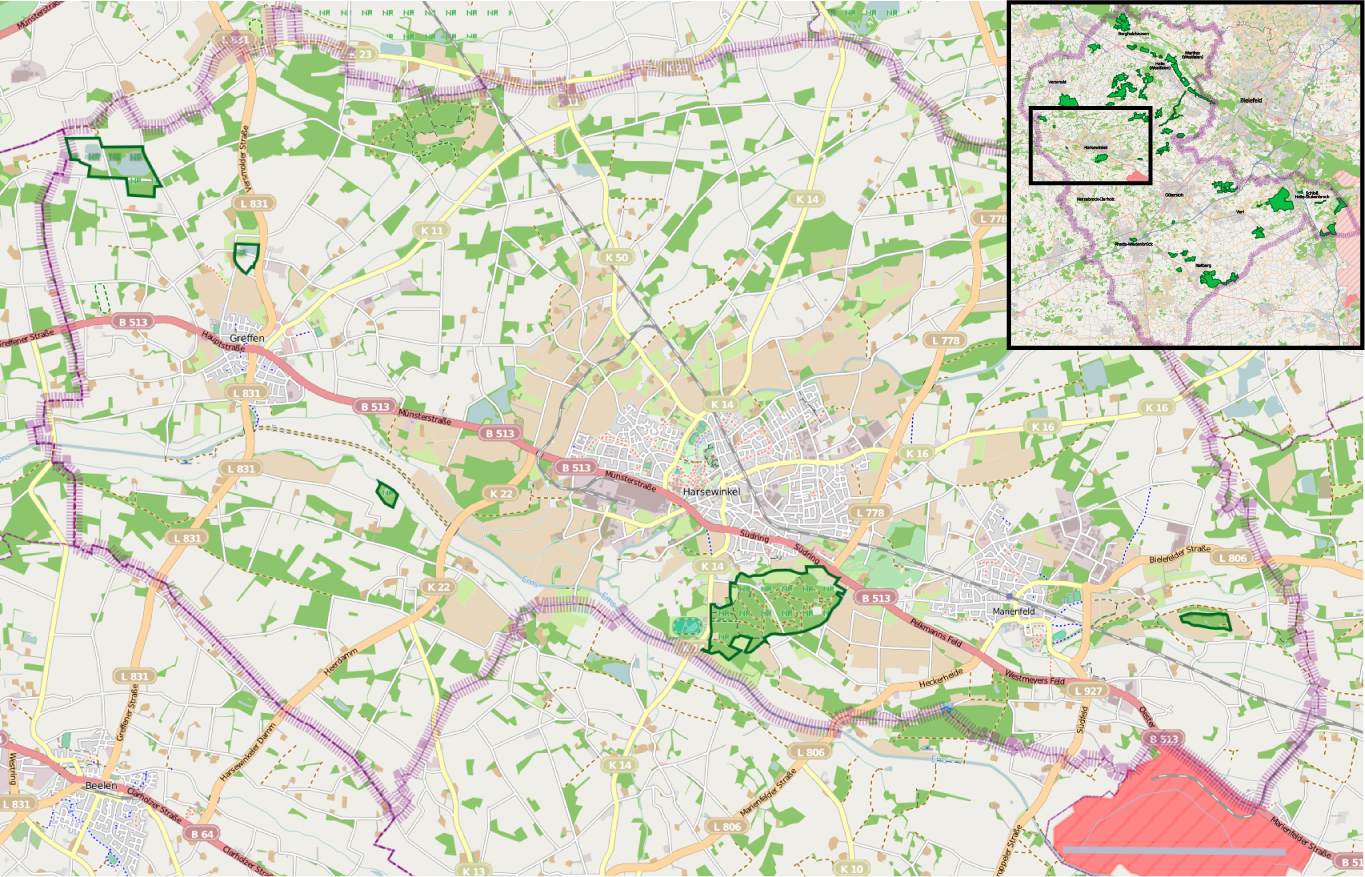
ハルゼヴィンケルの自然保護地区

ハルゼヴィンケル最大の公園は、アブロックスバッハ川沿いにある市立公園で、モッデンバッハタールと呼ばれている。この公園は1960年代に整備され、完全に一般公開されている。マリエンフェルト地区には旧修道院の建物に面して修道院庭園がある。この広さ 1,200 m2 のかつて修道士が丹精したバロック庭園に小作人達は作物を植えた。ホップやブドウの他に、トマト、キュウリ、パプリカやリンゴが植えられた。この庭園は予め申し込めば見学できる。
レジャースポーツを楽しむ人の多くが、マリエンフェルトとヘルツェブロック＝クラールホルツとの間にある高さ20 m 以下の内陸砂丘の森であるボームベルゲ自然保護地区や、マリエンフェルトの東にあるヒューナーモーア自然保護地区で活動している。この他の自然保護地区としては、グレッフェン地区にアム・ズンデルン・ウント・バッガーゼーグレッフェナー・マルク自然保護地区がある。
広さ 3,000 m2 のマリエンフェルトのヴィルトビーデンパルク（「野生の蜂」公園）は、野生の蜂のための営巣ビオトープで、栄養補給源となっている。5枚の案内板が蜂について紹介しており、この場所を教育公園としている。

### スポーツ
市民にはクラブ・サークルを通して幅広いスポーツに親しむ機会が与えられている。総合的なスポーツクラブとしては、1925年創設のTSG ハルゼヴィンケル、1930年創設のシュヴァルツ＝ヴァイス・マリエンフェルト、1946年創設のFC グレッフェンがある。TSGハルゼヴィンケルのサッカーチームは1978年から1980年まで、当時3番目のリーグであったオーバーリーガ・ヴェストファーレン でプレイした。
市内には、学校附属の小さな体育館の他に、3つの大きな体育館がある。ハルゼヴィンケルに3面の体育館と、2面の体育館として利用可能な多目的ホールがあり、グレッフェンに球技ホールがある。ハルゼヴィンケル市は、屋内プールおよび屋外プールも運営している。市の南部のエムスタールシュターディオンにはダートコースがある。

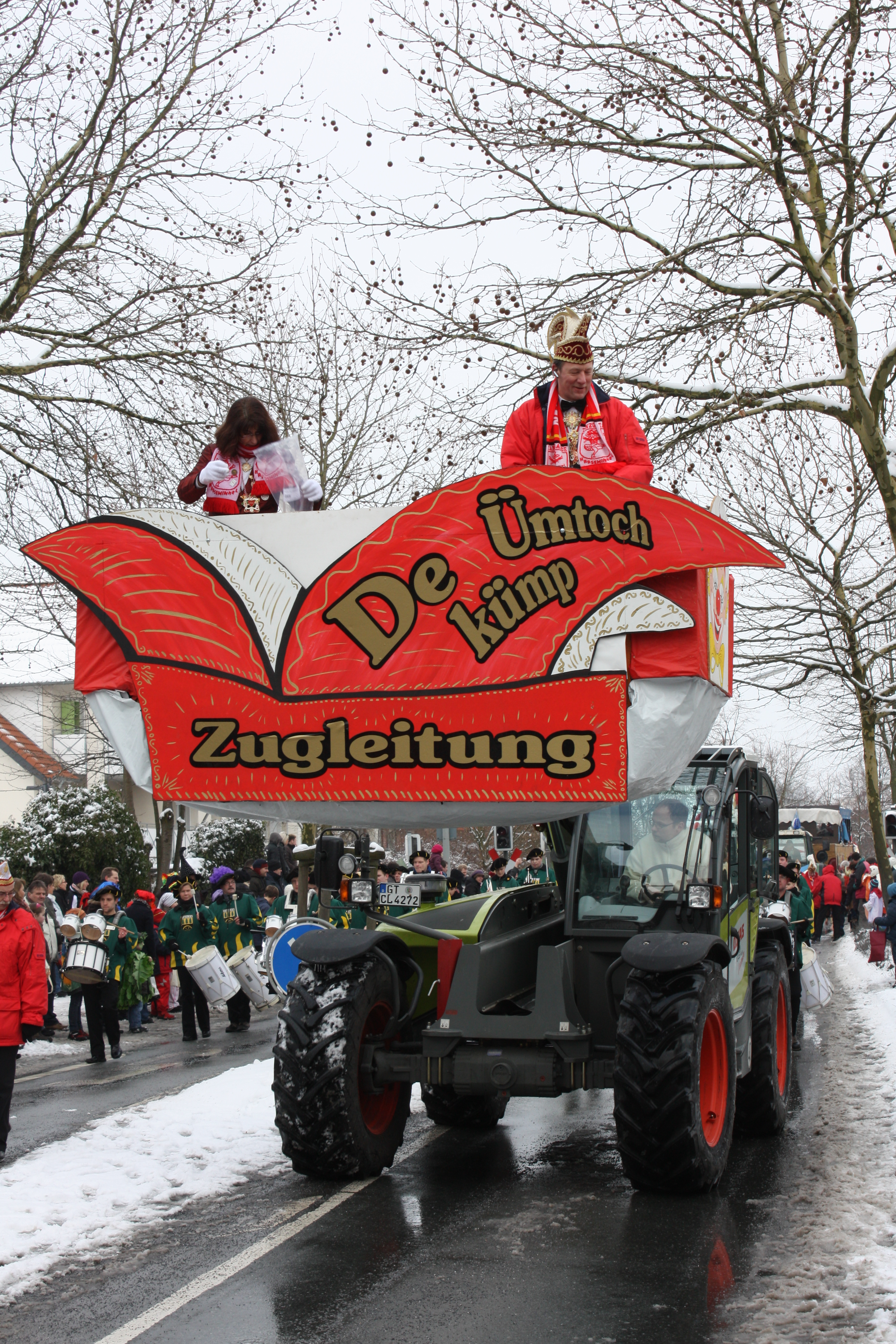
ハルゼヴィンケルのカーニバルのパレード（2010年）

カーニバル協会ローテ・フンケン・ハルゼヴィンケルは1975年に設立された。そのダンス部門は、何度かヴェストファーレン・チャンピオンやドイツ・チャンピオンになっている。さらに2005年から2012年まで8年連続で「ドイツの成功したカーニバル・ダンス競技クラブ」に選出された。

### 年中行事
ハルゼヴィンケルの大きなイベントは、「チューリップの日曜日」のカーニバルのパレードで1年の幕を開ける。初春は、春祭りとそれに続いて行われる地元企業の産業ショー INOVEA で始まる。これらはしかし、毎年行われるわけではない。1年で最初の内市街での教会祭は復活祭の2週間後の週末に行われ、「クレーザーメン」マーケットと呼ばれている。
4月の末日には、3つの地区でそれぞれメイポールが立てられる。夏には、市内の5つの射撃クラブが射撃祭を行う。キリスト教会の教区組織は、毎年あるいは隔年で、教区祭あるいは教会祭を行う。10月または11月には、屋内プールで。1990年から続く DLRG（ドイツ人命救助協会）の 24時間水泳大会が開かれる。
11月最初の日曜日にはマリエンフェルト修道院で「マルティンの日曜日」が開催され、蚤の市が立ち、マルティンスパレードが行われる。同じく11月に「グーテ・タート」が開催される。これは、毎年行われる障害者のためのチャリティー・イベントである。一年の終わりにはクリスマスマーケットが各地区で開催される。グレッフェンでは12月の第1日曜日、マリエンフェルトでは12月の第2日曜日、ハルゼヴィンケルでは12月の第3日曜日である。

### 名物料理・食材
ハルゼヴィンケルでは、地元のケーキ業者が作る「ハルゼヴィンケルの馬糞」という名のプラリネが知られている。
ランゲンベルクのブルワリー、ホーエンフェルト醸造所は、マリエンフェルトの修道院売店のためにマリエンフェルダー・クロスタービーアを製造しており、そこで販売されている。
旧マリエンフェルト修道院の建物内にはビール醸造施設が設けられている。ここでは、1990年代に世界初のシュヴァルツピルスナー（黒ピルスナー）が醸造された。修道院の売却後、2009年3月28日以後、この醸造施設は再稼働し、ビールが製造されている。
ハルゼヴィンケルおよびグレッフェンのヴィンダウ社とエッゲルブッシュ社は、食肉加工やソーセージ類の他にハムも生産している。

## 経済と社会資本

### 交通

#### 道路

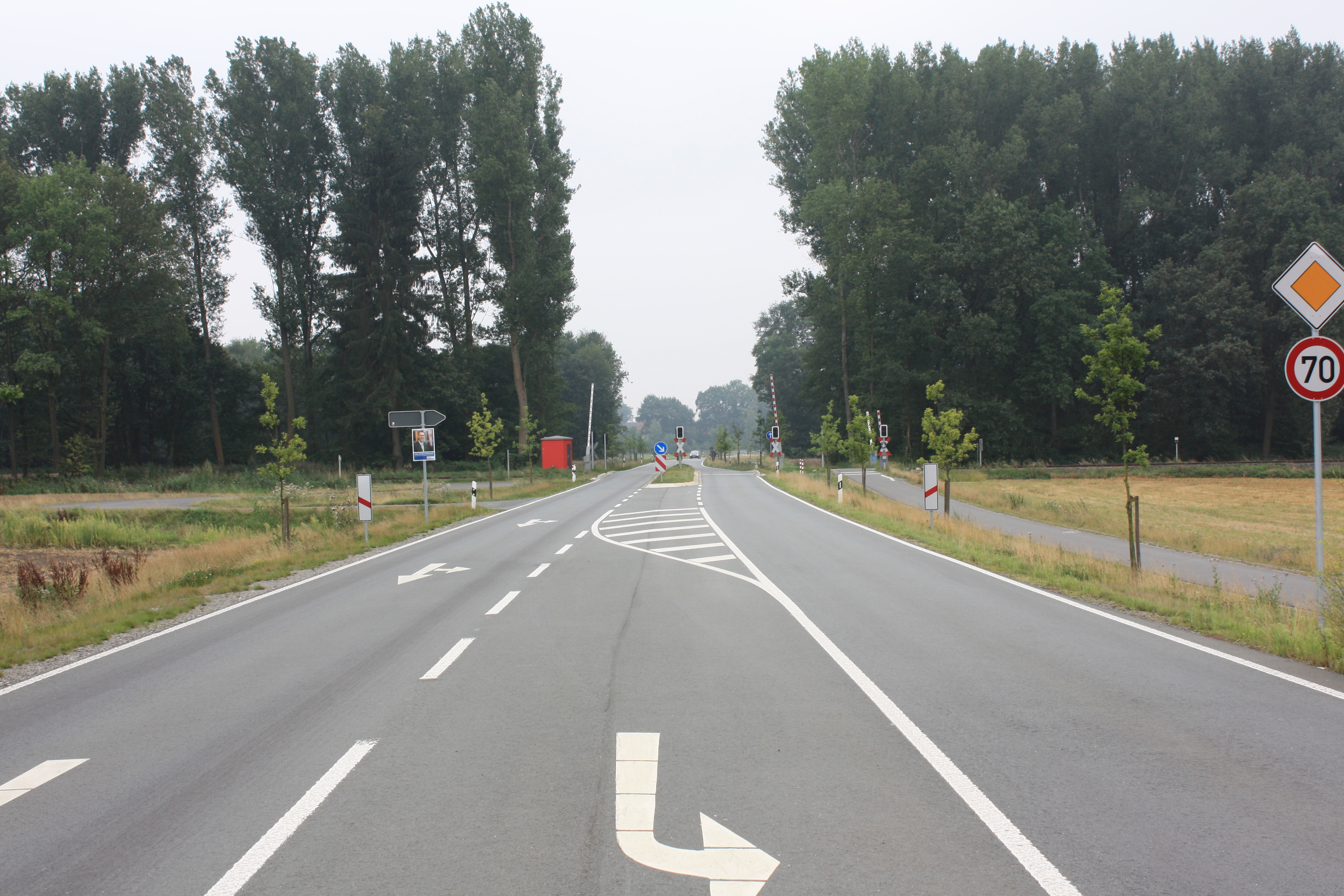
アントン＝ベスマン＝リング

ハルゼヴィンケルは、ギュータースローからザッセンベルクに至る連邦道 B513号線沿いに位置しており、本市はこの道路によって2つの郡庁所在地ギュータースローおよびヴァーレンドルフと結ばれている。最寄りのアウトバーンのインターチェンジは、A2号線のレーダ＝ヴィーデンブリュック・インターチェンジ（約 15 km）とエルデ・インターチェンジ（約 20 km）および A33号線のボルクホルツハウゼン・インターチェンジ（約 20 km）である。
ノルトライン＝ヴェストファーレン州で最初の指定管理者制度に基づく道路建設プロジェクトがハルゼヴィンケル市内、マリエンフェルトの東側を通る迂回路アントン＝ベスマン＝リングについて実施された。バート・ヘルスフェルトの土建業者キルヒナーが、2006年12月19日に落札をヨーロッパ中に通達した（契約に署名したのは2007年1月10日）。この長さ約 1 km の迂回路は主にマリエンフェルト工業地域と連邦道 B513号線との往来に利用されている。キルヒナー社は建設だけでなく、建設後 30年間の保守も請け負った。資金は市の資金とノルトライン＝ヴェストファーレン州の補助金が充てられた。工期は2007年2月から11月までの10ヶ月間であった。

#### 鉄道

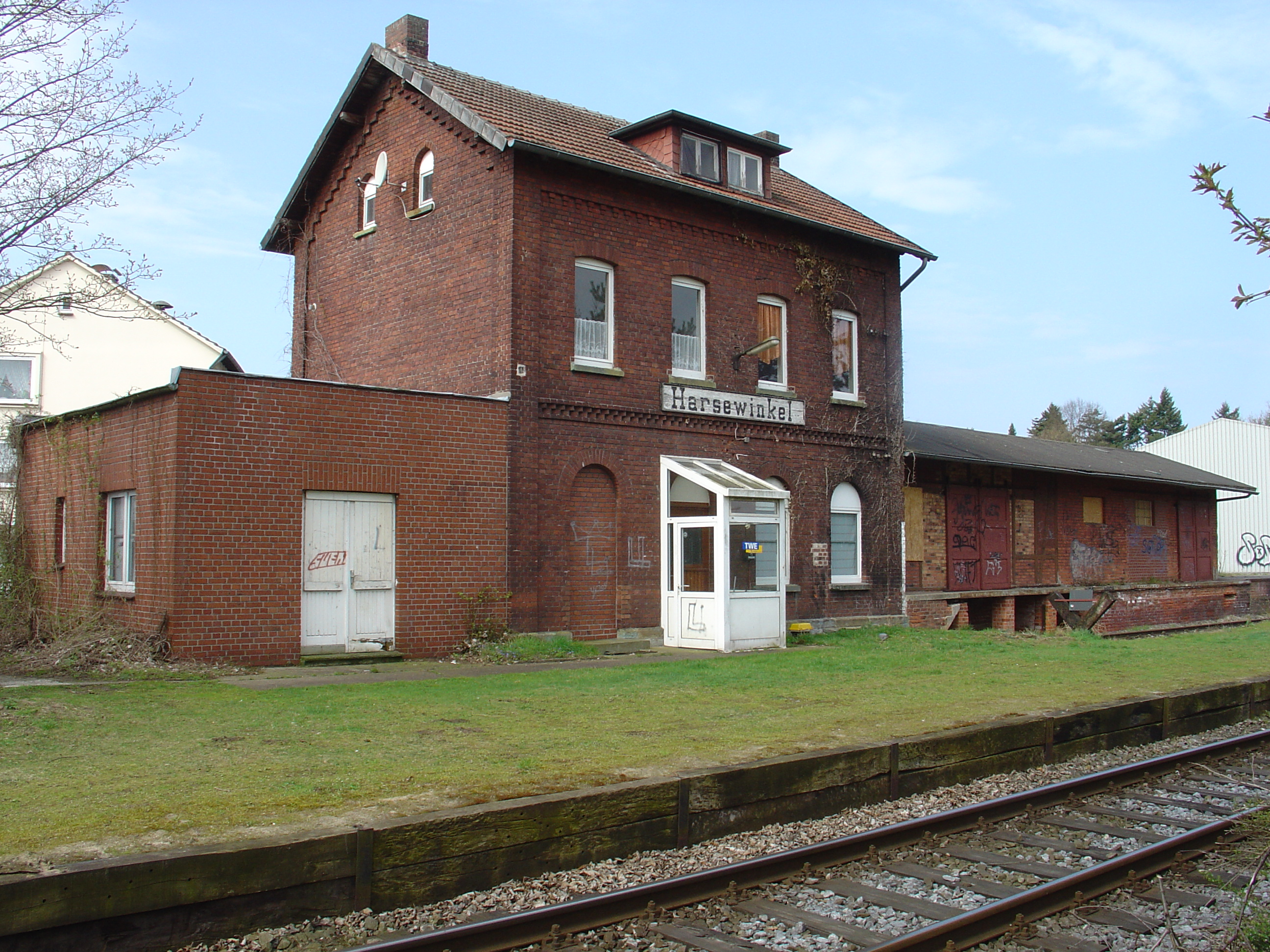
廃止されたハルゼヴィンケル駅

1900年から、イッベンビューレンからレンゲリヒ (ヴェストファーレン)およびフェルスモルトを経由してギュータースロー、フェルルおよびヘーフェルホーフに至るトイトブルガー・ヴァルト鉄道 (TWE) がハルゼヴィンケルを通っている。イッベンビューレン - ヘーフェルホーフ間は、トイト＝エクスプレスの保存鉄道を除き、1978年から貨物列車専用路線となっており、ドイツ鉄道のライネ - オスナブリュック、ミュンスター - オスナブリュック、ビーレフェルト - ハム、ビーレフェルト - パーダーボルン線が運行している。市の北西部に鉄道の分岐点があり、クラース社の敷地内への引き込み線があり、農業機械製品の鉄道輸送に利用されている。
ギュータースローおよびフェルルへの TWE路線に近郊型旅客列車の運行 (SPNV) を復活させる議論がなされており、そのための準備作業が進んでいる。運用にかかるコストの経済的負担は、ギュータースロー市、ハルゼヴィンケル市、フェルル市およびギュータースロー郡によってなされることが確定し、これに対応する議会決議がなされている。SPNV再開の最終決定と再開期日は、州レベルでの決着がまだついておらず、2016年12月の目的連合オストヴェストファーレン＝リッペ交通連盟 (VVOWL) の努力に委ねられている。

#### バス
オストヴェストファーレン・バス交通 GmbH（ゲーエムベーハー） (BVO / ベーファオオー) により、郡庁所在地ギュータースローからフェルスモルトに至るバス路線 71号線がハルゼヴィンケルおよびその他の2地区を通っており、「デア・ゼクサー」運賃（OWL交通 GmbH）が適用される。BVO は、ヘルツェブロック＝クラールホルツ行きのバスも運行している。ヴェストファーレン・バス GmbH の路線バスがヴァーレンドルフまで運行している（一部はオンデマンドバス）。市は通学用に 5路線のバスを運行しており、小集落住民の便を図っている。
2006年10月にハルゼヴィンケルとギュータースローとを結ぶ高速バス 71号線が設けられた。この高速バスは2時間間隔で運行し、バス交通を補完している。停車するバス停が少ないため、一般のバス路線に比べ約 15分時間が節約できる。2009年1月からは、ハルゼヴィンケル - ギュータースロー間の高速バスにフェルスモルト発着便が設けられた。

#### 自転車道

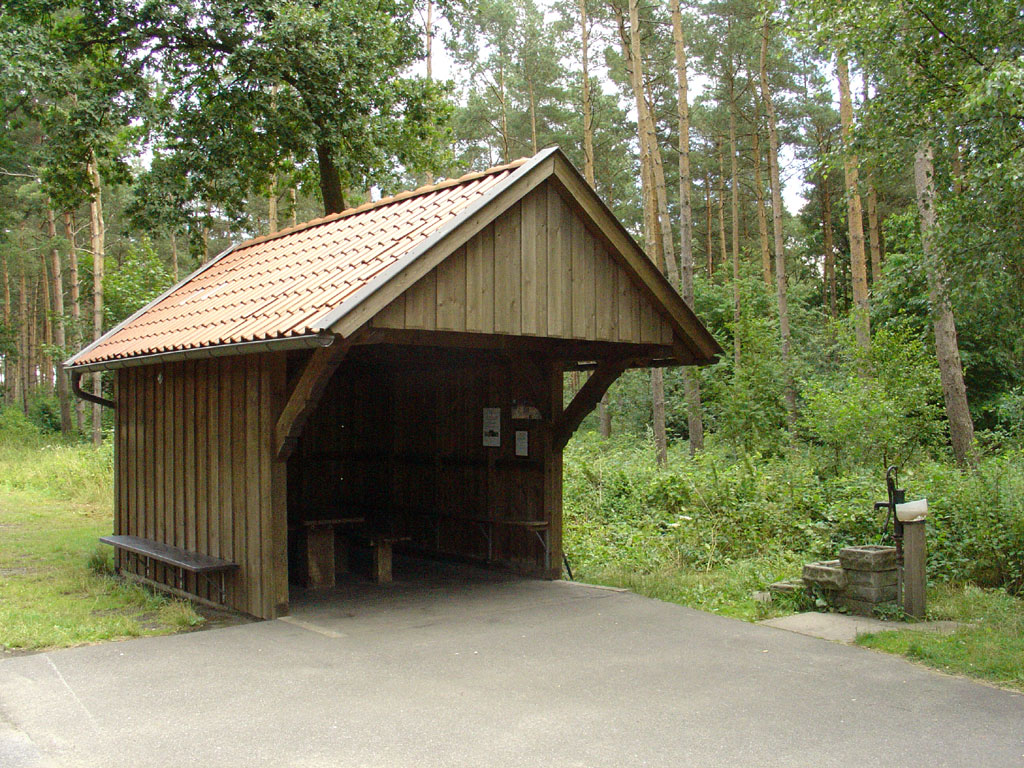
コルピング職人組合が造ったR1号線沿いの避難小屋

ブローニュ＝シュル＝メールからサンクト・ペテルスブルクまでのヨーロッパ自転車道 R1号線の最初の区間がハルゼヴィンケル市内を通っている。マリエンフェルト地区には、この自転車道に面してコルピング職人組合が避難小屋を設けている。マリエンフェルト修道院、ヘルツェブロックおよびクラールホルツの間を「プレターテンヴェーク」が通っている。フェルスモルトとグレッフェン/ハルゼヴィンケル/マリエンフェルトの間を周回自転車道「デア・ピクニッカー」が通っている。さらに、100城ルート、エムス自転車道、ウェルネス自転車ルートがハルゼヴィンケルを通っている。

#### 航空
最寄りの空港は、ハノーファー空港 (144 km)、ミュンスター＝オスナブリュック空港 (55 km)、パーダーボルン/リップシュタット空港 (70 km) がある。より近くにあるギュータースロー空港は、民間航空会社が利用する空港ではない。

### 企業

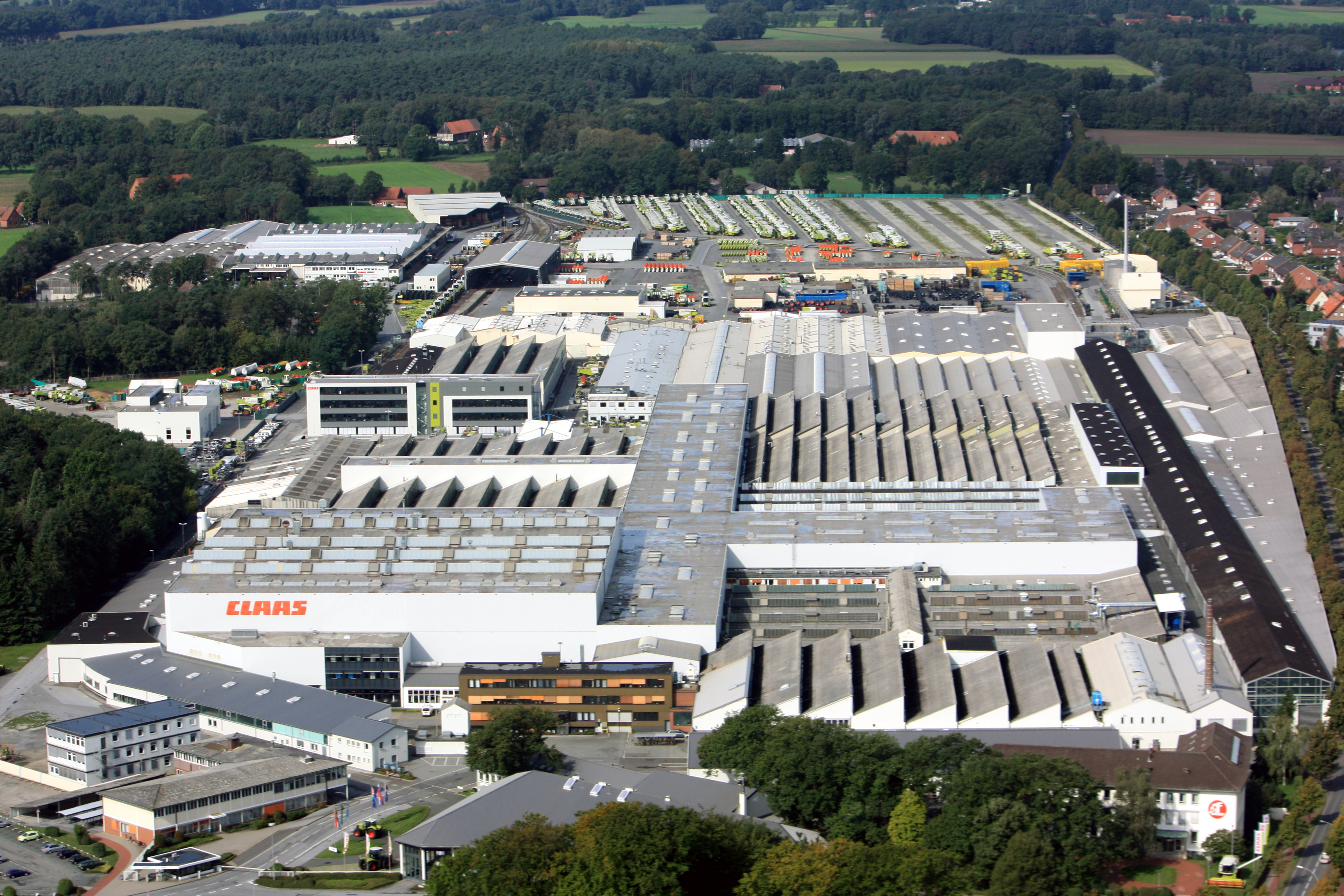
クラース本社

「メードレッシャーシュタット」（直訳すると「コンバイン都市」）というハルゼヴィンケルのニックネームは、1919年からこの街に存在するヨーロッパのトップ農機具メーカーであるクラースによっている。このコンツェルンには全世界で約 11,000人が雇用されており（2015年現在）、そのうち約 3,000人がハルゼヴィンケルで働いている。本市におけるこの会社の敷地面積は約 39 ha におよぶ。グレッフェンのエッゲルブッシュ社とハルゼヴィンケルのヴィンダウ社は食肉製品およびソーセージ製造の業者で、約 500人が働いている。
1898年に設立された服飾企業ベスマンと1976年に創設されたブルーノ・クライネにより、テキスタイル産業はマリエンフェルトに確かな基盤を得ている。この分野は、2007年にスポーツウェア販売業者のヴェッケンブロックがベスマン社の旧仕立て工場にショップを開店したことでより強化された。
リサイクル分野の2つのリーディングカンパニーがハルゼヴィンケルに本社を置いている。グレッフェン地区のグルムバッハ社は古紙、合成樹脂、木材を扱っている。マリエンフェルトのライリング社は1967年から、企業や自治体が回収した板ガラスや瓶などの中空ガラスの再利用に従事している。
ハルゼヴィンケルは、2012年に旧ハルゼヴィンケル国民銀行 eG とクラールホルツ＝レッテ＝ベーレン国民銀行 eG が合併して成立したオストミュンスターラント国民銀行 eG の本社所在地である。
ハルゼヴィンケルの500社以上の企業で働く社会保険支払い義務のある労働者の総数は 9,231人（2008年6月現在）である。

### メディア
ハルゼヴィンケルでは、その地理上の位置のため、3紙の日刊紙が刊行されている。地域面を有する「ノイエ・ヴェストフェリシェ」と「ヴェストファーレン＝ブラット」の地方版は日刊紙として月曜日から土曜日まで刊行されている。両紙の地域面以外の一般記事は、ビーレフェルトのそれぞれの編集部で作成されている。同じくローカル面を持ち月曜日から土曜日まで刊行されているのがエルデの「ディー・グロッケ」である。フリーペーパーの「エムスクーリアー」（発行部数16,000部、クラールホルツでも配布される）とマルクトプラッツ・ハルゼヴィンケル（発行部数 15,000部）は毎月刊行されている。
ハルゼヴィンケルは、西部ドイツ放送 (WDR, ヴェーデーエル) のビーレフェルト地域スタジオおよびローカルラジオ局として地域のニュースを放送するラジオ・ギュータースローの放送サービス地域に含まれる。

### 公共機関

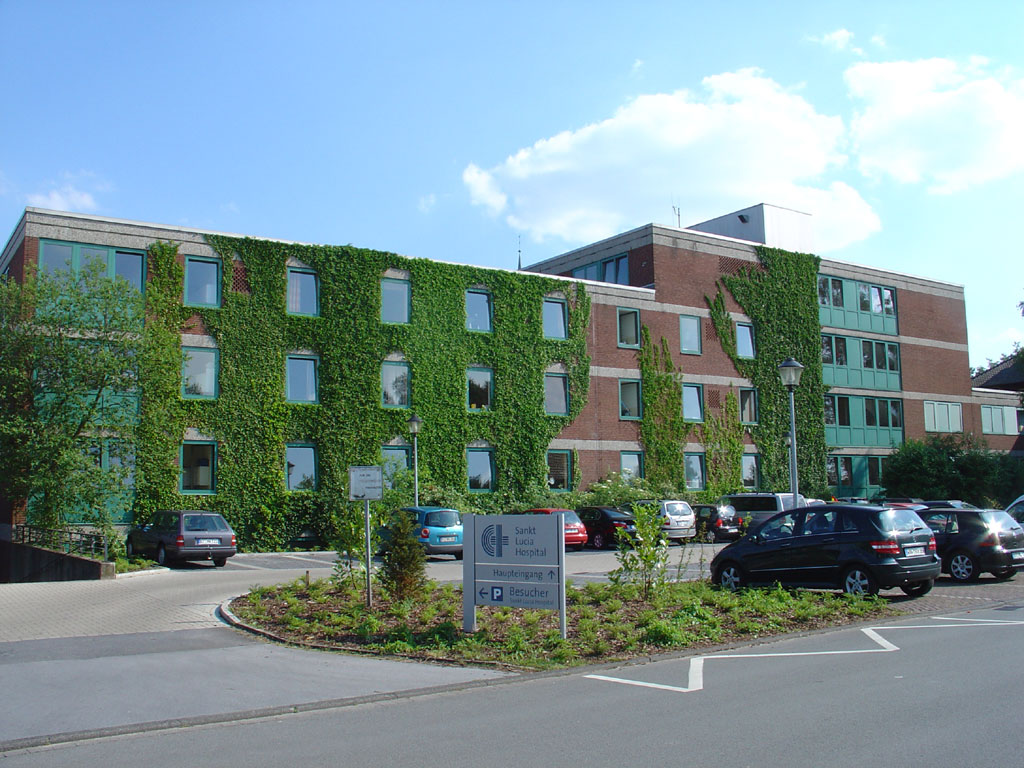
聖ルチア病院

本市は、1960年代からプロツェッションスヴェーク沿いの野外プールを運営している。ここには 50 m プール、非競泳用プール、子供用プール、3 m の飛び込み台を持つプール、日光浴用の大きな芝生広場がある。また、1980年代に屋内プールも建設された。ここには25 m プール、非競泳用プール、子供用プールホイールプールがある。
ハルゼヴィンケルは1970年からボームベルゲ自然保護地区に面して固有の浄水場を有している。下水はハルゼヴィンケルのテュルハイデにある汚水処理場で浄化されている。
本市は固有の図書館を有していない。カトリックの教会区組織が 3つの地区で図書館を運営しており、合計 35,000点のメディアを所蔵している。
1899年からハルゼヴィンケルに聖ルチア病院がある。この病院はギュータースローの聖エリーザベト病院と合併した。この病院の重点診療分野は老人医療である。
ハルゼヴィンケル消防団は1882年に60人のハルゼヴィンケル住民によって設立された。1911年にはマリエンフェルトとグレッフェンにも消防隊が設けられた。
- ハルゼヴィンケル浄水場
- ハルゼヴィンケル消防署

### 教育

#### 幼稚園
ハルゼヴィンケルの4つのカトリック教会は、市内で 6園の幼稚園を運営している。福音主義教会はハルゼヴィンケルで 1園を運営している。ドイツ赤十字 (DRK, デーエルカー) と労働者福祉事業団 (AWO, アーヴェーオー) はそれぞれ 2園を運営している。すなわち、マリエンフェルトとグレッフェンに 2園があり、残り 9園がハルゼヴィンケルにある。この他にハルゼヴィンケルにはヴァルドルフ幼稚園が存在している。いくつかの施設はファミリーセンターとして認定されている。2012年にヴェルトクライス・ギュータースローがマリエンフェルトのカトリック聖マリエン幼稚園を継承し、障害児のためのマリエンケーファー幼稚園と合併して、統合型施設として運営している。

#### 基礎課程学校
ハルゼヴィンケル市内には基礎課程学校が 5校ある: グレッフェンの聖ヨハネス＝シューレ、マリエンフェルトのマリエンシューレ、ハルゼヴィンケルのアストリート＝リントグレン＝シューレ、レーヴェンツァーンシューレ、カルディナル＝フォン＝ガーレン＝シューレである。最後に上げた学校は市内で唯一の教区立基礎課程学校である。グレッフェンとマリエンフェルトの両基礎課程学校は、2000年代に入ってやっと市立基礎課程学校に変更された。ヨハネスシューレを除くすべての学校は全日制で、通常の授業の他にスポーツや文化といった教育も行っている。基礎課程学校のうち何校かは、7時30分から13時まで中断なく授業を行うラントシュトゥンデンベトロイウング制度を取り入れている。

#### その他上級学校
ハルゼヴィンケルにはあらゆる種類の学校がある。

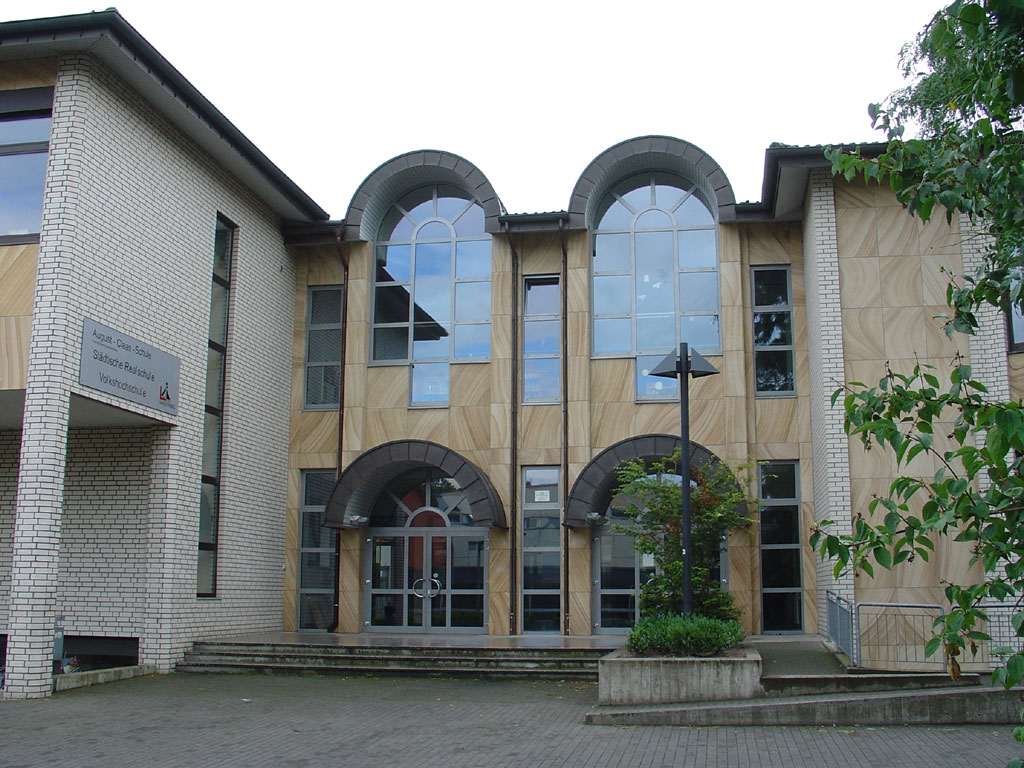
アウグスト＝クラース本課程学校、市立実科学校および市立総合学校が入居するハルゼヴィンケル学校センター

##### 本課程学校
本課程学校は、旧国民学校から設立された。この学校は、2012年6月12日にドイツ学校賞2012の審査員賞を受賞した。この学校は、連邦レベルの本課程学校賞2007について2度目の受賞で、3,500ユーロの賞金を獲得した。その背景には、第9学年から第10学年約30人の生徒が参加するベルーフスヴァールAG（職業の選択に関する活動）といった職業指向のコンセプトがある。ここでは消極的な姿勢は許されず、志望の動機などを書かなければならない。専門養成教育への進学率は 54 % を超える。市議会は2008年に、学校に農業機械メーカー創業者のアウグスト・クラースにちなんだ名称をつけることを決議した。2014年10月現在、アウグスト＝クラース＝シューレには 227人の生徒が在籍している。2008年10月25日に、終日営業している新しい学生食堂が完成した。これと同時に学園祭が行われ、アウグスト＝クラース＝シューレへの改名が祝われた。

##### 実科学校
ハルゼヴィンケル市議会は、1962年1月26日に、ハルゼヴィンケルに男女共学の実科学校を設けることを決議した。ギュータースロー郡で最初の実科学校の授業は、1963年4月1日に6つの教室を使って開始された。2つのクラスに5人の教師、67人の学生という始まりであった。1964年7月10日に第二期工事が始まり、授業は一時的にオーヴァーベルクシューレに移って行われた。1966年3月18日に学校の拡張工事が完成し、生徒数140人まで受け容れ可能となった。現在、生徒数は328人（2014年10月現在）である。

##### 総合学校
2012/2013年の学期から、本課程学校とこれに隣接する実科学校の中に総合学校が設けられた。元々あった両校は徐々に縮小され、2017年7月31日に廃止される。2014年10月現在の在籍者は 575人である。

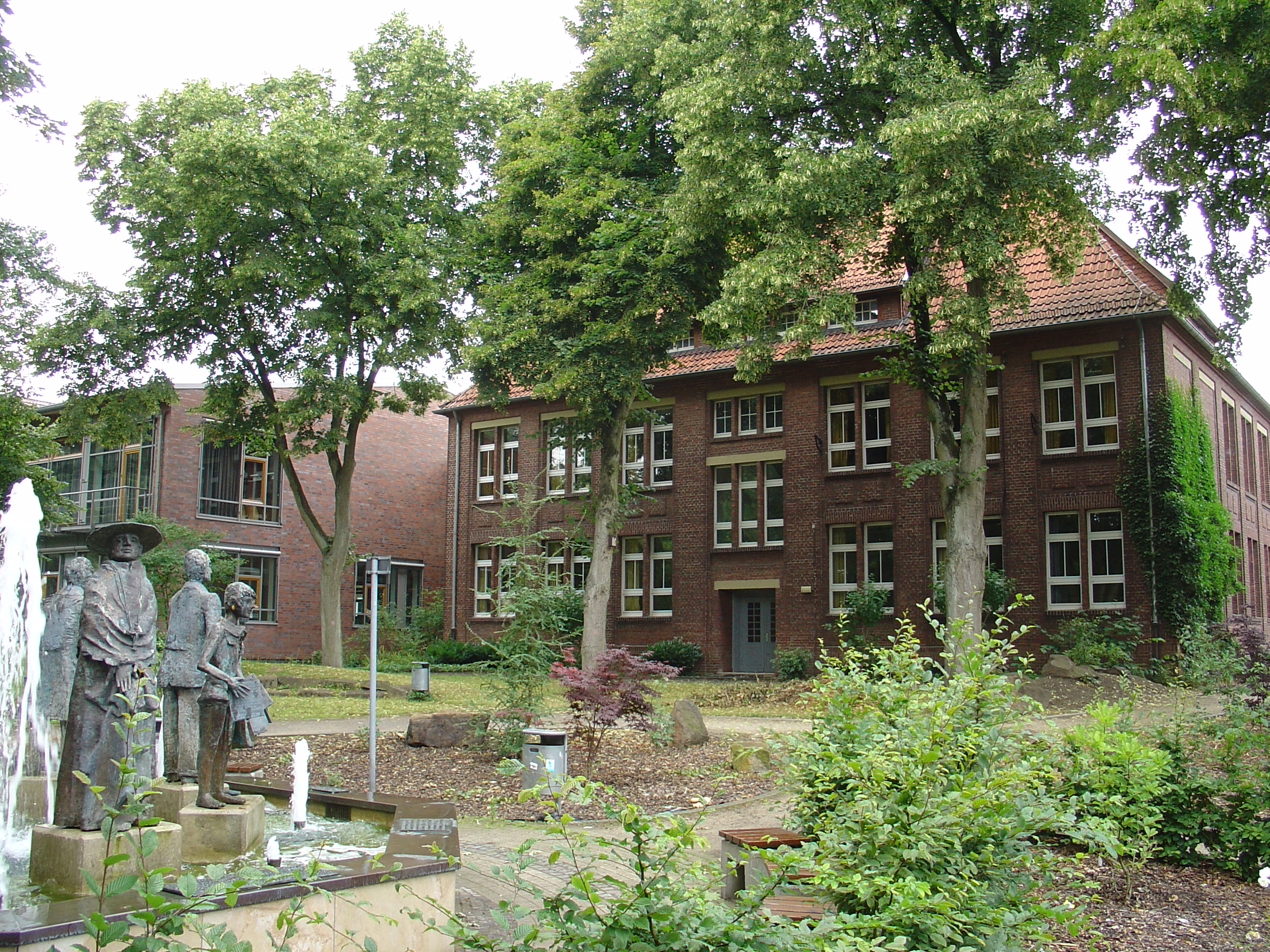
ギムナジウム・ハルゼヴィンケル

##### ギムナジウム
ギムナジウムは1992年に開校した、ハルゼヴィンケルで最も新しい上級学校である。その後拡充が続けられ、2001年に最初のアビトゥーア合格者を輩出した。2014年10月現在、904人の生徒が在籍している。校区はハルゼヴィンケル市内の他に、ヘルツェブロック＝クラールホルツの一部、特にヘールデ小集落を含む。

#### 養護学校
エーリヒ＝ケストナー＝シューレはギュータースロー郡の教育補助施設であり、50人の生徒がいる（2014年10月現在）。ドン＝ボスコ養護学校は、2009/2010年の学期まで存在していた養護学校で、第1学年から第10学年までの生徒が小さな学習グループを形成して授業を受け、ケアをなされていた。この学校は、生徒数の減少により、廃校となった。

## 人物

### ゆかりの人物
- ヘルマン・ゲルラント（ドイツ語版、英語版）（1954年 - ）サッカー・コーチ。マリエンフェルト地区に小さな馬牧場を経営している。

### 訳註
1. ↑  ドイツの地税および営業税の税率は全国共通の基本税率に地方自治体が定める賦課率を掛けた値となる。土地税の基本税率は用途によって異なり、土地税Aは 0.6 %、土地税Bは0.26 - 0.35%である。営業税の基本税率は 3.5 % である。従ってこの街の営業税率は 3.5 × 3.7 = 12.95 % である。（JETRO - 税制 およびドイツ ノルトライン＝ヴェストファーレン州経済振興公社 株式会社エヌ・アール・ダブリュー ジャパン - 不動産税）
2. ↑  モッデンバッハタール川は、アブロックスバッハ川の支流である
3. ↑  現在、オーバーリーガは5番目のリーグである。